# Major-System

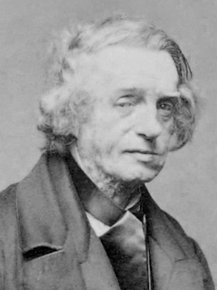
Aimé Paris (1798–1866)

Das Major-System, auch Master-System genannt und als Zifferncode nach Aimé Paris bezeichnet, ist eine Mnemotechnik, die auf der Zuordnung von Lauten zu Ziffern und Wörtern zu Zahlen basiert. Der Grundgedanke des Master-Systems ist es, jeder Zahl von 0 bis 99 sowie den Ziffernfolgen von 00 bis 09 jeweils ein bleibendes Bild zuzuordnen, das dann gelernt und sicher wiedergegeben werden muss. Bei Anwendung dieser Gedächtnistechnik ist der Benutzer in der Lage, sich auch sehr lange Zahlenreihen fest einzuprägen, da jeweils gleich zwei aufeinanderfolgende Ziffern mit einem einzigen festen Bild abgedeckt sind.

## Zuordnungsliste nach Aimé Paris
Im Folgenden wird die Zuordnung nach dem französischen Rechtsanwalt und Mnemotechniker Aimé Paris, der auch der Erfinder eines Stenografie-Systems ist, gezeigt. Aimé Paris veröffentlichte seine Zuordnung 1825 und sie ist für jede Sprache übertragbar. Die Ziffern-Konsonanten-Zuordnung wechselt jedoch leicht je nach Sprache. So gibt es ja zum Beispiel ß nur in der deutschen Sprache. Da es auf die Laute, denen nur Konsonanten und Konsonantenverbindungen zugrunde liegen, ankommt, und nicht auf Buchstaben, funktioniert die Zuordnung in beide Richtungen. Es gibt auch andere Zuordnungen als nach Aimé Paris. Diese sind aber viel seltener verbreitet. Um das Major-System auch erfolgreich anwenden zu können, ist es erforderlich die folgenden Zuordnungen sicher in beide Richtungen zu beherrschen.
| Ziffer | Konsonanten    | Merkhilfen |
| ------ | -------------- | --- |
| 0      | s, ß, ss, z    | Im Englischen und Italienischen heißt null zero; im Englischen mit stimmhaftem s, im Italienischen mit z ausgesprochen. |
| 1      | t, d           | Der Buchstabe t ähnelt der Ziffer 1; d ist lautverwandt. |
| 2      | n              | Das n hat zwei „Beine“, also zwei Striche nach unten. |
| 3      | m              | Das m hat drei „Beine“, also drei Striche nach unten. |
| 4      | r              | Der 4te Buchstabe des Wortes vier ist ein r. Weitere Merkhilfemöglichkeit: das französische Auto R4. |
| 5      | l              | Das L ist das römische Zahlzeichen für 50. Der Winkel oben auf der 5 sieht aus wie ein nach rechts gedrehtes L. Weitere Merkhilfe: Wenn man von den fünf Fingern einer Hand den Daumen waagrecht abspreizt, bilden der Zeigefinger und der abgespreizte Daumen ein großes L. |
| 6      | sch, sh, ch, j | Die ersten drei Mitlaute des Wortes sechs lauten sch. Mit 6 geht man in die Schule. Die 6 war eine schlechte Note in der Schule. |
| 7      | k, ck, g       | 7 ist eine Glückszahl. Am 7. Tag gehen wir in die Kirche. Die Laute ck und g sind lautverwandt. Weitere Merkhilfe: Der Siebenjährige Krieg. |
| 8      | f, ph, v, w    | Das handschriftliche kleine f beinhaltet in etwa die Ziffer 8. Die Laute v und w sind lautverwandt. Weitere Merkhilfe: 8ung – Vorsicht Falle! |
| 9      | p, b           | Die Ziffer 9 ähnelt dem Spiegelbild von p und einem verkehrt herumstehenden b. Die Zeichen p und b sind lautverwandt. |

Sind einer Ziffer mehrere Laute zugeordnet, werden diese phonetisch ähnlich erzeugt (Ausnahme „6“).
Wenn man sich diese Zuordnung fest eingeprägt, lassen sich leicht längere Zahlen als ein Wort oder als Satz merken. Vokale kommen in diesem System nicht vor; man kann sie also beliebig verwenden, da sie nicht sinntragend sind. Auch der Hauchlaut h kann in dem aus der Zahl übertragenen Wort beliebig oft vorkommen.
Dabei ist zu beachten, dass nur der phonetische Wert gilt, nicht der orthografische:
- Kaffee hat den Zahlenwert 78
- Latte hat den Zahlenwert 51

Beispiel 1: Anstatt sich die Zahl 6752 (z. B. eine PIN) einzuprägen, merkt man sich lediglich das Wort schaukeln.
Beispiel 2: Die Ziffernfolge 0123456789 ist in diesem Satz kodiert: „Ist Unmoral schick, Weib?“ Oder auch in diesem: „Zeitnehmer: eile! Schau: Kaffeeabbau!“
Die Methode ist im Alltag immer dann nützlich, wenn man bestimmte längere Zahlen häufiger braucht, beispielsweise PIN-Zahlen, Kontonummern und Telefonnummern. Es lassen sich auch Notizen in Form von Zahlen anfertigen, die dann quasi eine Geheimschrift darstellen. Die Kombination „6 59 16“ könnte dann etwa „Ich liebe dich“ bedeuten.

## Erstellung von Master-Begriffen
Die verschiedenen Autoren von Mnemotechnikbüchern kommen zu einem einheitlichen Ergebnis, was die eigene Erstellung von Master-Begriffen, also die Erstellung von festen Bildwörtern für die einzelnen Zahlen, betrifft.
Wichtig ist, dass man die Zahlen in emotionale, klare Bilder übersetzt, die man sich gut vorstellen kann, also auf abstrakte Begriffe verzichtet. Je mehr Sinneseindrücke man mit dem Bild verknüpft, desto besser. Das erstellte Wort soll möglichst zum eigenen Lebensbereich in Bezug treten.
Weitere Regeln:
- Ein Bildwort beginnt immer mit einem Konsonanten gemäß der Zuordnung nach Aimé Paris, soweit ein Wort gefunden werden kann – für die Ziffer 3 also besser Mai statt Oma und für die 9 besser Po statt Opa
- Vokale, der Hauchlaut h sowie die seltenen Buchstaben q, x und y haben nur eine Statistenrolle und sind völlig neutral; sie können im Wort beliebig oft vorkommen: Tee, Noah, Nivea, Fahne.
- Doppelkonsonanten zählen als jeweils ein Konsonant: Kaffee, Bett.
- Bildwörter sollen nur anschauliche und gut vorstellbare Substantive sein und keine anderen Wortarten, damit es bei der Bildung eines Satzes oder einer Geschichte bei langen Zahlen nicht zu Unsicherheiten kommt und man bei der Bildung der anderen Wortarten völlig freie Hand hat.
- Bei der Erstellung der Bildwörter sollen ähnliche Begriffe vermieden werden, damit es bei der Rückübertragung der Wörter in Zahlen zu keinen Verwechslungen kommt. Wenn der Anwender zum Beispiel bei der Zahl 68 sich für das Wort Schaf entscheidet, soll er für 53 nicht Lamm verwenden, sondern für eine der beiden Zahlen ein anderes Wort finden (eventuell Limo für die 53). Weiteres Negativ-Beispiel: Kahn für 72 und gleichzeitig Boot für 91.
- Master-Begriffe dürfen beim oder auch noch nach dem Erlernen in Einzelfällen ausgetauscht werden, wenn sich beim Lernenden das eine oder andere Bildwort als schwer merkbar herausstellt.

## Bildwörter für die Zahlen von 1 bis 100 und von 00, 000 sowie 01 bis 09
In den folgenden Tabelle sind alle Zahlen 1 bis 100 und von 00 bis 09 nach der Major-Systematik in Bilder umgewandelt. Bei den Bildwörtern handelt es sich um die gängigen und herkömmlichen Bilder aus der Fachliteratur (vgl. Literaturliste). Es steht jedoch jedem Anwender frei, auch andere Bildwörter, die ihm vertrauter sind und mehr seinem Lebensumfeld entsprechen, zu bilden. Jedem Bildwort sind auch mögliche Visualisierungsvorschläge beigegeben sowie auch alternative Bildwörter zur Auswahl aufgelistet.
Wenn man einen besonderen Bezug zu Personen eines bestimmten Vornamens aus dem Verwandten- und Bekanntenkreis hat oder auch zu Orten, Gewässern, Bergen, weil man in der Nähe wohnt oder Urlaubserinnerungen oder einen sonstigen Bezug dazu hat, können auch solche Bildwörter gewählt werden, so zum Beispiel Donau für 12, Rom für 43 oder Lea für 5 (weil man eine Lea persönlich gut kennt).

### Bildwörter für die Zahlen 1 bis 100
| Zahl | Bildwort | Bildbeispiel | Vorschläge zum besseren Visualisieren | Alternative Bildwörter (kleine Auswahl)                     |
| ---- | -------- | ------------ | --- | ----------------------------------------------------------- |
| 0    | Sau      |              | Schwein von einem bekannten Bauernhof; buntes Sparschwein aus der Kinderzeit; Rennschwein Rudi Rüssel | See, Zeh, Zoo                                               |
| 1    | Tee      |              | heißen, dampfenden Earl-Grey-Tee schlürfen | Tau                                                         |
| 2    | Noah     |              | Tiere gehen zu zweit in Noahs Arche; Noah lässt nach der Sintflut Taube aus | NO                                                          |
| 3    | Mai      |              | duftende Maiglöckchen; an jemand denken, der im Mai Geburtstag hat | Mao                                                         |
| 4    | Reh      |              | kleines, großäugiges Rehkitz mit weißen Flecken auf dem Fell; Bambi | Roy                                                         |
| 5    | Lee      |              | Jeansmarke; bildliche Vorstellung einer Jeans mit Lee-Logo | Lea, Leo, Leu                                               |
| 6    | Schi     |              | Lift oder Schlepplift fahren im Winter; Skirennen im Fernsehen | Scheu, Schuh                                                |
| 7    | Kuh      |              | schwarzbunte Holstein-Kuh; lila Milka-Kuh mit Glocke auf Alm | Kai, Kea                                                    |
| 8    | Fee      |              | Fee auf einem Lieblingsgemälde oder Märchen; Fee eigener Träume | Vieh                                                        |
| 9    | Po       |              | an Fluss Po in Italien, an Kinderpopo oder an Kantate Leck mich im Arsch von Wolfgang Amadeus Mozart denken | Bau, Bö/Böe, Boa, Pu                                        |
| 10   | Tasse    |              | an eigene Lieblingstasse denken | Tesa, Tussi/Tusse, Dose                                     |
| 11   | Tod      |              | Sensenmann mit schwarzem Umhang; Skelett | Toto, Toyota, Tüte, Datei, Diät                             |
| 12   | Tanne    |              | bekannte Tanne aus der Umgebung; mit Lichtern, Sternen und Kerzen geschmückte Weihnachtstanne | Tonne, Tenno, Däne, Daune, Donau                            |
| 13   | Dom      |              | Erinnerung an einen Dom, den man schon besucht hat | Timo, Tom, Team, Dame, Damm                                 |
| 14   | Teer     |              | an stark riechenden Teer denken | Tor, Tür, Tier, Truhe                                       |
| 15   | Tal      |              | Blick in ein bestimmtes Tal in der Erinnerung | Till, Duell, Diele, Dahlie                                  |
| 16   | Tasche   |              | an eigene Lieblingstasche denken | Tisch, Tusche, Tacho, Dach                                  |
| 17   | Theke    |              | heiße Theke in der Lieblingsmetzgerei; Theke in Lieblingsgastätte | Teig, Decke, Dock, Doge, Dogge                              |
| 18   | TÜV      |              | Erinnerung an die eigene Prüfplakette der letzten Hauptuntersuchung | Taufe, Toffee, Tofu                                         |
| 19   | Taube    |              | an Taube aus der näheren Umgebung denken; Friedenstaube mit Ölzweig im Schnabel; Taube als Symbol für den Heiligen Geist | Tube, Tipi, Depp                                            |
| 20   | Nase     |              | markante Nase eines Verwandten oder Bekannten | Nuss, NASA, Nizza                                           |
| 21   | Note     |              | Erinnerung an Musiknote aus der Schule oder Schulnote aus einem anderen Fach | Naht, Niete, Nut, Nutte                                     |
| 22   | Nonne    |              | Nonne mit schwarzer Kutte und Kruzifix in der Hand | Neon, Nena, Nina, Ninja                                     |
| 23   | Nemo     |              | Vorstellung der Romanfigur des Kapitän Nemo mit Sextant auf seinem Unterseeboot Nautilus | Name, Naomi                                                 |
| 24   | Nero     |              | grausamer römischer Kaiser, der Leute in der Arena den wilden Tieren vorwirft | Niere, Narr, Nora, Nauru                                    |
| 25   | Nil      |              | Strom in Afrika und längster Fluss der Erde; Nilpferd kommt auch noch an den beiden Hauptquellflüssen des Nils vor – Vorstellung, wie es Kopf herausstreckt                                                                                 | Naila, Nelly, Neil                                          |
| 26   | Nische   |              | Vorstellung einer Wandnische an einer Kathedrale mit Heiligenfigur wie zum Beispiel Johannes dem Täufer | Neuschoo, Nucha                                             |
| 27   | Nike     |              | Nike-Sportschuhe mit Nike-Zeichen | Niko/Nico, Nick, Nicki, Nokia                               |
| 28   | Nivea    |              | Erinnerung an Verwendung der Nivea-Creme | NVA, Navaho, Neffe, Niveau                                  |
| 29   | Neubau   |              | Kräne, die einen Neubau errichten | Niobe, Nabe, Noppe, Nappa                                   |
| 30   | Maus     |              | Erinnerung an eine Maus, vor der man erschrocken ist | Mais, Massai, Mieze, Moos                                   |
| 31   | Motte    |              | von der Kleidermotte befallene Kleidung, an die man sich erinnert; stark riechende Mottenkugeln im Kleiderschrank | Matte, Mathe, Maut, Met, Motto, Made                        |
| 32   | Mohn     |              | rotleuchtendes Feld mit Mohnblumen im Sonnenschein | Mann, Manna, Main, Mainau, Menu, Mine                       |
| 33   | Mama     |              | Gedanken an die eigene Mama oder Mama im familiären Umfeld | Miami, Momo, Mumie                                          |
| 34   | Meer     |              | Erinnerung an einen Sonnenuntergang am Meer | Maria, Mauer, Moor, Möhre                                   |
| 35   | Mehl     |              | Vorstellung von feinem weißen Mehl | Mühle, Müll, Muli                                           |
| 36   | Muschi   |              | an die Miezekatze mit dem Namen Muschi (kindersprachlich für Katze) aus der Kinderzeit denken; umgangssprachlich auch Vulva | Masche, Mischa, Macho                                       |
| 37   | Mücke    |              | Erfahrung mit den langbeinigen, schmerzhaften und schlafraubenden Stechmücken in heißen Nächten | Maggi, Mecki, Mike, Mokka                                   |
| 38   | Mofa     |              | Erinnerung an die ersten eigenen führerscheinfreien Fahrten als 15-jähriger mit einem Mofa; bekannte Mofa-Fahrer aus dem familiären Umfeld                                                                                                  | Mafia, Möve/Möwe, Muff                                      |
| 39   | Mopp     |              | an den Mopp denken, den man zur oft unangenehmen Bodenreinigung verwendet | Mappe, Mob, MP                                              |
| 40   | Rose     |              | eine rote, dornige Rose mit umwerfendem Duft | Reis, Reuse, Riese, Russe                                   |
| 41   | Radio    |              | Erinnerung an das gute alte Röhrenradio der Eltern oder Großeltern | Rad, Ratte, Röte, Rudi, Rute                                |
| 42   | Ruine    |              | an alte bekannte Burg- oder Schlossruine denken | Ren, Rinne, Rhein, Rune                                     |
| 43   | Rama     |              | Verwendung der streichzarten Rama-Margarine als Brotaufstrich beim Frühstück | Rahm, Rheuma, Rom, Rum                                      |
| 44   | Rohr     |              | an Rohrleitung für Klimaanlage, Heizung oder Wasser denken | Reiher, Ruhr, Rührei                                        |
| 45   | Rollo    |              | Rollo als Sicht- und Sonnenschutz | Rahel, Rallye, Rohöl, Rolle                                 |
| 46   | Rauch    |              | Erinnerung an eine starke Rauchentwicklung beim Verbrennen von Unkraut im Freien oder Rauch beim Grillen | Rausch, Reich, Rüsche, Rocher                               |
| 47   | Rock     |              | Vorstellung des eigenen Lieblingsrocks oder Rocks der Partnerin; stattdessen auch Gedanke an Lieblingsrockmusik möglich | Reck, Recke, Riege, Riga,                                   |
| 48   | Reif     |              | an eigenen Lieblingsarmreif oder den der Partnerin denken | Raufe, Riff, Revue, Ruf                                     |
| 49   | Rabe     |              | Assoziation zum Märchen Die sieben Raben der Brüder Grimm; Kinderlied Hoppe hoppe Reiter; Raben im Tower in London | Rappe, Raupe, Rippe, Robbe                                  |
| 50   | Lasso    |              | bildliche Vorstellung, wie Cowboy Lasso schwingt und Kalb einfängt | Laos, Lassie, Laus, Lisa, Los                               |
| 51   | Latte    |              | an den Lattenrost des eigenen Bettes denken | Laute, Lette, Lot, Lied                                     |
| 52   | Linie    |              | gerade Linie als kürzeste Verbindung zwischen zwei Punkten; weitere Vorstellungsmöglichkeit das heimische Liniennetz im öffentlichen Verkehr z. B. für Bahn und Bus                                                                         | Lahn, Lehne, Leine, Liane, Lohn                             |
| 53   | Lama     |              | Kamelart ohne Höcker und mit langem Fell; kann weit spucken | Lamm, Lehm, Leim, Limo                                      |
| 54   | Leier    |              | Vorstellung einer heute in Teilen Skandinaviens wieder verwendeten Streichleier wie zum Beispiel der Talharpa (vgl. Abbildung); denkbar als Mentalbild ist auch der Leierkastenmann, der immer in der gleichen Leier eine Drehorgel bedient | Lahr, Lara, Laura, Lauro, Lire, Lora, Lore                  |
| 55   | Lilie    |              | Vorstellung der Lilienpracht im Garten | Lila, Lola, Lolli                                           |
| 56   | Loch     |              | an die modischen Löcher in der eigenen Jeans, die Oma schon flicken wollte, denken oder an löchrige Jeans aus dem engen Lebenskreis | Laich, Lasche, Lauch, Lech, Leiche                          |
| 57   | Lok      |              | Vorstellung der Lokomotive einer alten Dampfeisenbahn; für Fans auch der 1. FC Lok Leipzig oder ein anderer Verein mit Lok-Bezeichnung | Lack, Leck, Locke, Lego                                     |
| 58   | Lava     |              | Vulkan spuckt rote, flüssige Lava aus, die den Vulkan hinunter rinnt und erstarrt | Lauf, Levi, Livio, Löwe                                     |
| 59   | Lupe     |              | Vorstellung, was man selbst öfters mit der Lupe anschaut | Laib, Laub, Lippe, LP                                       |
| 60   | Schuss   |              | Schuss aufs Tor beim Fußball; Schuss am Schießstand | Scheiße, Schiss, Schoß,                                     |
| 61   | Schotte  |              | Vorstellung eines typischen Schotten im karierten Schottenrock und mit Dudelsack | Scheide, Scheit, Schote, Schutt                             |
| 62   | Scheune  |              | Erinnerung an eine Scheune aus der Kindheit oder an eine bekannte Scheune in der Umgebung | Schein, Schiene, Schnee                                     |
| 63   | Schaum   |              | an schöne weiße Schaumkrone eines kühlen Bieres oder an duftenden Badeschaum denken | Scham, Cham, Chemie                                         |
| 64   | Schere   |              | zum Beispiel an Papierschere oder Gartenschere denken | Schauer, Schäre, Schiri                                     |
| 65   | Schal    |              | feiner Kaschmir-Schal; Fan-Schal; selbst gestrickter Schal; an Lieblingsschal denken | Schale, Schelle, Scholle, Schule                            |
| 66   | Schach   |              | spezielle Figuren für Schachspiel auf kariertem Schachbrett vorstellen | Scheich, Scheuche, Shisha                                   |
| 67   | Scheck   |              | Verrechnungsscheck der eigenen Bank; die eigene Scheckkarte | Schoko, Schuco, Schuko                                      |
| 68   | Schaf    |              | sich das Greifen und Streicheln der weichen Wolle vorstellen; typischer „Mäh“-Laut | Schiff, Schöffe, Chef                                       |
| 69   | Scheibe  |              | an Scheibe Brot mit Käse oder Wurst denken; auch umgangssprachliche Bezeichnung für eine Schallplatte | Schabe, Schippe, Schupo, Schuppe, Chip                      |
| 70   | Käse     |              | Vorstellung des eigenen Lieblingskäses | Kasse, Kauz, Kies, Kuss, Gasse                              |
| 71   | Kette    |              | eigene Perlenhalskette oder andere Lieblingskette; Metallkette; Menschenkette | Kita, Kitt, Goethe                                          |
| 72   | Kinn     |              | markantes Kinn eines Verwandten oder Bekannten (vorstehendes Kinn, Doppelkinn, Grübchen im Kinn) | Kahn, Kanu, Kanne, Kenia, Kino, Knie                        |
| 73   | Kamm     |              | Vorstellung des eigenen Haarkammes | Koma, Komma, Gemme, Gummi                                   |
| 74   | Karre    |              | Schubkarre im Garten; Bezeichnung für Auto | Karo, Korea, Krähe, Kur, Geher, Geier                       |
| 75   | Kohle    |              | Erinnerung an den Kohleofen aus der Kinderzeit oder bei den Großeltern; Holzkohle zum Grillen | Kehle, Keil, Kelle, Keule, Kiel, Klo, Kohl                  |
| 76   | Koch     |              | Kochmütze als markantes Erscheinungsbild eines Kochs | Küche, Gaucho, Couch, Quiche                                |
| 77   | Geige    |              | klassisches Instrument, das mit Bogen gespielt wird; Erinnerung an den typischen Klang | Kacke, Kakao, Khaki, Gecko, Coke                            |
| 78   | Kaffee   |              | Erinnerung an den Duft von frischem Kaffee; Kaffeebohnen | Kaff, Kim, Kiwi, Kufe, Geweih                               |
| 79   | Kappe    |              | an eigene Lieblingskappe denken; Narrenkappe | Kaba, Kappe, Kippe, Kopie, Kuba, Gabi/Gaby                  |
| 80   | Fass     |              | Fass voll Bier; Anzapfen beim Oktoberfest | Fes, Fuß, Vase, VHS, Wiese                                  |
| 81   | Foto     |              | an gerahmtes Lieblingsfoto denken, das in der Wohnung hängt oder aufgestellt ist | Fett, Fiat, Watte, Wade, Wette                              |
| 82   | Fahne    |              | aufgehängte Deutschland-Flagge bei Fußball-Europameisterschaft oder Weltmeisterschaft | Fan, Finne, Fön, Wanne, Wein, Wien                          |
| 83   | Vim      |              | Erinnerung an das bekannte Scheuermittel | FM, WM, Wim, Wum, Wumme                                     |
| 84   | Feuer    |              | wärmendes, knisterndes Lagerfeuer; Sonnwendfeuer | Fähre, Föhre, Frau, Fuhre, Fury, Pharao, Vera, Weiher       |
| 85   | Fell     |              | Fellvorleger in der eigenen Wohnung (auch Imitat); Tigerfellvorleger in Dinner for One | Falle, Feile, Floh, Folie, Villa, Welle, Wolle              |
| 86   | Fisch    |              | Erinnerung an Lieblingsfischspeise; Karpfenteich in der Gegend | Fach, Fuji, Wache, Weiche, Wäsche                           |
| 87   | Waage    |              | Personenwaage im Badezimmer | Feige, Fuge, Weg, Wiege, Woge, Wyk                          |
| 88   | VW       |              | nostalgische Erinnerung an den guten alten (vielleicht mal eigenen) VW Käfer | FIFA, Fufu, VEB, Waffe, Wauwau                              |
| 89   | Wabe     |              | an Wabe aus Wachs denken, zu der die Biene den Pollen bringt | Fibu, FPÖ, Phobie, Weib, Wippe                              |
| 90   | Bus      |              | Linienbus, mit dem man öfters fährt; aus dem Stadtbild vertrauter Bus mit bestimmter Aufschrift | Bass, Boss, Pass, Pisa, Pizza                               |
| 91   | Bett     |              | an eigenes weiches und kuscheliges Bett denken | Bad, Beet, Boot, Bude, Buddha, Pate                         |
| 92   | Bahn     |              | an die alte Kindereisenbahn denken, die vielleicht aus Holz war; Erinnerung an eine außergewöhnliche Bahnreise | Bahn, Bein, Bern, Biene, Bohne, Bonn, Bühne, Piano          |
| 93   | Baum     |              | an Lieblingsbaum denken; besonderer Baum im Garten oder markanter Baum in der Umgebung | Bohème, Boom, Puma                                          |
| 94   | Bär      |              | Vorstellung eines großen kräftigen Bären mit Tatzen und Krallen; Lieblingsteddy aus der Kinderzeit | Bar, Bär, Beere, Bier, Brei, Brühe, Peru                    |
| 95   | Ball     |              | Ball der eigenen Lieblingssportart; bunter Ball aus Kindertagen | Beule, Bulle, Pille, Pool, Pulli                            |
| 96   | Buch     |              | bewegendstes und beeindruckendstes Buch, das jemals gelesen wurde | Bach, Bauch, Buche, Busch, Pech                             |
| 97   | Pauke    |              | lautes Schlaginstrument; umgangssprachliche Bezeichnung auch für die Große Trommel; Redewendung „auf die Pauke hauen“ | Backe, Bock, Buggy, Picke, Puck                             |
| 98   | Pfau     |              | an das prächtige Gefieder des bewunderten Pfaus denken | Bauhof, Biohof, BiFi, Pavia, Puff                           |
| 99   | Papa     |              | Gedanken an den eigenen Papa oder Papa im familiären Umfeld | Baby, Bob, Bub/Bube/Bubi, Papaya, Pappe, Pipi, Pippi, Puppe |
| 100  | Theseus  |              | Erinnerung an Griechenland-Besuch, Statue des Athener Sagenkönigs im Zentrum von Athen | Dessous, Diözese, Diseuse                                   |

### Bildwörter für die Zahlen 00, 000 und 01 bis 09
Da viele Zahlenreihen mit einer Null beginnen, wie dies zum Beispiel bei Vorwahlnummern und Handynummern der Fall ist oder eine Zweiergruppe innerhalb einer Zahl mit 0 beginnt, ist es empfehlenswert, zur Vereinfachung 11 weitere Zahlenkombinationen für die Zweiergruppen von 00 bis 09 sowie für 000 (Vorkommen beispielsweise innerhalb einer IBAN) zu erlernen. So verwendet man zum Beispiel für die (erfundene) Handy-Nummer 03 57 58 88 43 46 die Begriffe Sumo, Lok, Lava, VW, Rama, Rauch. Mögliche verbilderte Geschichte: Der Sumo-Ringer Fritz (Besitzer der Telefonnummer, Einfügung erleichtert Zuordnung des Besitzers der Telefonnummer) steuert die Lok durch einen Lava-Strom. Die geladenen VWs und Rama-Packungen gehen sofort in Rauch auf. Je absurder der Inhalt eines Satzes ist, desto leichter visualisierbar und merkbar ist er.
| Zahl | Bildwort | Bild | Visualisierungsvorschlag | Alternative Bildwörter                 |
| ---- | -------- | ---- | --- | -------------------------------------- |
| 00   | Soße     |      | Lieblingssoße, die man gerne verwendet | Sause, Seehase, Zeus                   |
| 000  | Sozius   |      | Erinnerung als oder an Beifahrer auf Motorrad | Sozis                                  |
| 01   | Seide    |      | schönes Kleidungsstück aus Seide, das man gerne trägt | Seite, Soda, Stau, Sud                 |
| 02   | Sahne    |      | an Lieblingskuchen mit Sahne Kaffee mit Sahne denken; Udo-Jürgens-Lied Aber bitte mit Sahne                                                                       | Sauna, Sohn, Zahn, Zaum, Zaun          |
| 03   | Sumo     |      | Vorstellung eines übergewichtigen Sumo-Kämpfers | Same, Saum, Samoa                      |
| 04   | Säure    |      | an Essigsäure zur Salatzubereitung in der Küche denken; Kohlensäure in der Lieblingslimonade oder im Mineralwasser                                                | Sauerei, Seeohr, Seher, Serie, Zar     |
| 05   | Säule    |      | Vorstellung einer bekannten Säule, die man mal besucht hat (zum Beispiel Berliner Siegessäule); ganz bestimmte Säule im eigenen Haus oder in Bauwerk der Umgebung | Saal, Seele, Seil, Sohle, Zeile        |
| 06   | Sushi    |      | Erinnerung an Sushi-Gericht im Restaurant | Sache, Seuche, Zeche                   |
| 07   | Socke    |      | eigene Lieblingssocken vorstellen, vielleicht handgestrickt; weiße Tennissocken; abschätzige Bezeichnung „rote Socke“; verschiedene Redewendungen mit „Socke“     | Sack, Seekuh, Zacke, Zecke, Ziege, Zug |
| 08   | Seife    |      | an Lieblingsseife (Seifenstück, Flüssigseife) im Bad denken | Safe, Sofa                             |
| 09   | Suppe    |      | Vorstellung der eigenen Lieblingssuppe | Sepia, Sieb, Soap, Zebu                |

## Anwendung der Master-Begriffe
Voraussetzung für die Anwendung ist die sichere Beherrschung der Zahlen und zugehörigen Bildwörter in beide Richtungen. „Schließlich haben wir im täglichen Leben nicht viel Zeit, und es ist besser, wenn man auf feste Begriffe schnell zugreifen kann. Hierzu muss man das hundertteilige System natürlich einmal in seinem Leben komplett lernen. Danach kann man es bis ins hohe Rentenalter nutzen.“ Zum Erlernen der Master-Begriffe kann das Karteikartensystem sehr hilfreich sein – eventuell mit Zeichnung oder Foto des Bildes auf der Seite mit dem aufgeschriebenen Begriff.
Lange Zahlenreihen wie z. B. Handynummern unterteilt man am besten in Zweiergruppen und bildet daraus eine phantasievolle Geschichte, die durchaus absurd und seltsam sein soll, damit man sie sich leichter einprägen lässt. Hierfür benötigt man dann die fürs ganze Leben fest gelernten Bildwörter bis 99 oder auch einschließlich 100. Beispielsweise wird die folgende 20-stellige Zahlenreihe somit in Zweiergruppen (siehe Tabelle unten) aufgeteilt und den Zweiergruppen die Bilder der Major-Liste zugeordnet.
90431395705068146320: 90 = Bus, 43 = Rama, 13 = Dom, 95 = Ball, 70 = Käse, 50 = Lasso, 68 = Schaf, 14 = Teer, 63 = Schaum, 20 = Nase.
Mögliche Geschichte zur obigen 20-stelligen Zahl: Ich schmiere den riesigen Bus mit Rama voll, fahre zum Dom mit einem Sack voller Bälle und nehme als Reiseproviant ein Stück Käse mit. Da der Bus nicht anspringt, nehme ich ein Lasso und spanne Schafe zum Ziehen an, die auf der frisch geteerten Straße laufen. Sie laufen immer schneller und schneller, bekommen vor Erschöpfung Schaum vor den Mund und fallen alle auf die Nase.
Bei kürzeren Zahlen kann man außer den Hauptwörtern der Liste des Major-Systems ganz auf Hauptwörter verzichten und die Zahl mit ein oder zwei Sätzen darstellen.
Wenn die 111 Bilder vom Anwender gut gelernt worden sind und sicher in beiden Richtungen wiedergegeben werden können, werden diese anstelle der Ziffern verwendet, um sich Zahlen einzuprägen. Dafür kann auch die Loci-Methode verwendet werden, bei der die Bilder auf Routenpunkten abgelegt und so aus dem Gedächtnis leicht wieder abgerufen werden können. Bei der Wiedergabe erinnert sich der Lernende zunächst über die Route an das Bild und kann dieses über die Lautkodierung wieder in eine Zahl übersetzen.
Das System kann verwendet werden, um sich Informationen jeglicher Art zu merken. Hierfür wird das Bild von einer Zahl mit der zu merkenden Information verbunden. Beispiel: Wer sich die Länder der Welt nach Fläche geordnet in der richtigen Reihenfolge merken möchte, der würde mit dem Major-System so vorgehen:
1. Ich trinke eine Tasse Tee (1) auf dem Roten Platz in Russland (Info).
2. Auf Noah's Arche (2) rennen die kanadischen (Info) Elche frei herum.
3. Im Mai (3) kletterte ich auf die amerikanische (Info) Freiheitsstatue.
4. Ein Reh (4) ...

Der Abruf der Inhalte aus dem Gedächtnis erfolgt anschließend mit dem Aufruf der Zahlen und der dazugehörigen Bilder vor dem inneren Auge. Man geht einfach die Zahlen durch von 1 bis zur letzten, die man verwendet hat.
Durch diese bildliche Nummerierung von Inhalten ermöglicht das Major-System eine sehr präzise Ordnung von Informationen. Man kann jederzeit Fragen beantworten wie: „Was ist das 53. größte... das 10. kleinste...“ usw. Die Reihenfolge beim Merken spielt dabei keine Rolle. Die genaue Nummerierung der Inhalte bekommt man ohne zusätzliche Arbeit geschenkt. Dies ist ein deutlicher Vorteil gegenüber der Loci-Methode.
Ein weiterer Vorteil des Major-Systems ist die Möglichkeit, Überblick über die Menge der gespeicherten Informationen zu erhalten. Wer sich den Inhalt eines Buches merkt und weiß, dass er beispielsweise exakt 153 Informationen dazu gespeichert hat, der kann sein Wissen jederzeit auf Vollständigkeit prüfen. Dadurch kann man ggf. Wissenslücken identifizieren und diese wieder auffrischen.

## Historische Entwicklung zum heutigen Major-System

### Katapayadi-System in Indien – 683 n. Chr.

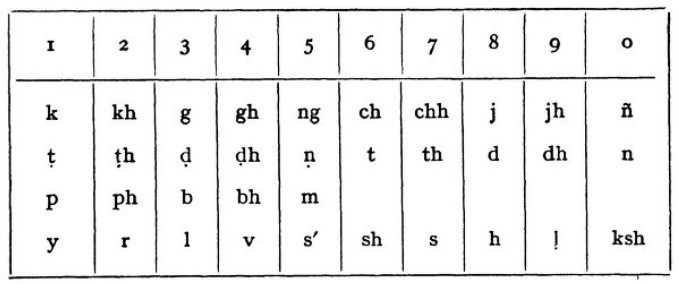
Katapayadi-System: Transliteration der Sanskrit-Konsonanten

Eine erstmalige Anwendung des Katapayadi-Systems aus Indien ist für 683 n. Chr. bezeugt.
Bei diesem System wurden bereits Buchstaben mit Ziffern verbunden, wodurch Zahlen durch Wörter ersetzt werden konnten. Es wurde erkannt, dass sich durch die Umwandlung der Zahlen in Wortbilder Zahlen leichter merken lassen konnten. Wie auch in unserem heutigen Major-System wurde jeder Ziffer mehr als ein Buchstabe zugeordnet, um flexibler zu sein, sinnvolle leicht merkbare Wörter bilden zu können. Bestimmte andere Buchstaben wurden unberücksichtigt gelassen.

### Pierre Hérigone – 1634

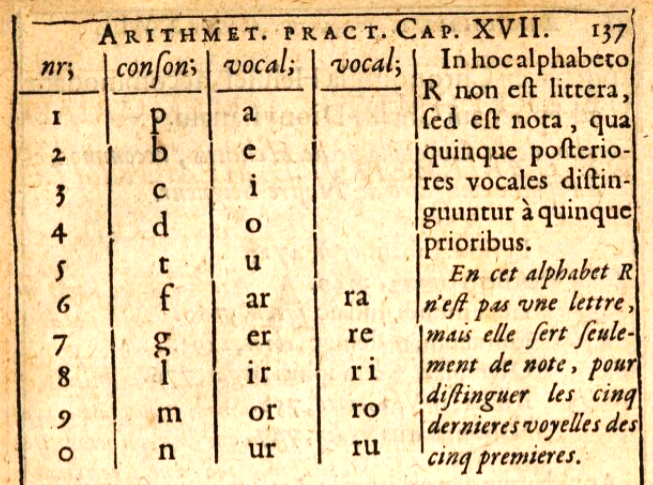
Pierre Hérigone: Zuordnungstabelle

In Europa war der französische Mathematiker Pierre Hérigone (1580–1643) der Erste, bei dem Zahlen nach einem System in Wörter übertragen wurden, ausarbeitete. Er veröffentlichte zwischen 1634 und 1643 sein 6-bändiges Werk Cursus mathematicus. Der Text ist durchgehend zweisprachig in Latein und Französisch. 1644 folgte eine 2. Auflage der ersten fünf Bände mit neuen Titelseiten.
Im 2. Band, der erstmalig 1634 erschien, zeigt Hérigone auf zwei Seiten sein System, aus Zahlen Wörter zu bilden. Ulrich Voigt geht davon aus, dass Hérigone sich am indischen Katapayadi-System orientierte: „Dass es sich im Ursprung um eine indische Technik handelt, ist erst in unserem Jahrhundert allgemein bekannt geworden.“ Helga Hajdu glaubt (1936), dass Hérigone in seiner Veröffentlichung von 1634 die Idee des 16. Jahrhunderts, Zahlen durch Worte auszudrücken, weiter entwickelte und dadurch den Grundstein zu einem mnemotechnischen System legte. Alain Lieury dagegen sieht (1992) ohne Einschränkung eine ursprüngliche Erfindung durch Hérigone. Ulrich Voigt meint aber, dass weder Hajdu noch Lieury „nichts von einer Existenz einer indischen Technik“ wussten. Es ist jedoch nicht belegbar, dass Hérigone das damals etwa 1000 Jahre alte indische System, Zahlen in Wörter zu übertragen, tatsächlich gekannt hat.
In Hérigones System werden im Gegensatz zur heute üblichen Verwendung nach dem Aimé-System auch die Vokale durch Ziffern dargestellt. Außerdem verwendet er die Ziffern für 10 Silben mit r.
Hérigone zeigt einige Beispiele mit lateinischen Wörtern und weist darauf hin, dass Wörter „sich leichter im Gedächtnis einprägen als die angegebenen Zahlen.“
```
    c a d a t or     g l u o     t e c ar
    3 1 4 1 5 9      7 8 5 4     5 2 3 6
```

Am Beispiel der Zahl 1632 weist er darauf hin, dass die gleiche Zahl auch in verschiedene Begriffe umgewandelt werden kann, wobei er für „afice“ die Ziffer 3 (doppelt belegt mit i un c) aber nur einmal anführt:
```
    p ar c e     p ra c e     a f i c e
    1 6  3 2     1 6  3 2     1 6 3=3 2
```

Pierre Hérigone: „Manchmal erlebe ich, dass Wörter fester im Gedächtnis haften als Zahlen, besonders wenn sie groß sind und der Name stärker im Gedächtnis verankert ist. Ich dachte, es würde sich lohnen, wenn ich ein Alphabet vorstelle, dessen Vorteil darin besteht, dass jede vorgeschlagene Zahl in ein leicht auszusprechendes Wort übersetzt werden kann. Denn diese Umwandlung kann Auswirkungen auf eine große Anzahl von Epochen und andere Dinge haben, die man sich leichter merken kann.“

### Johann Justus Winkelmann – 1648

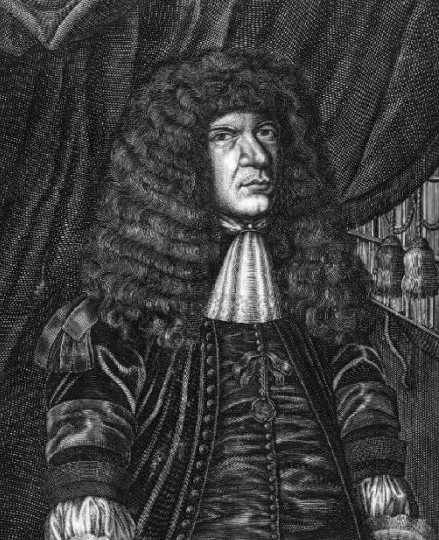
Johann Justus Winkelmann (1620–1699)

Der Historiograph Johann Justus Winkelmann veröffentlichte 1648 unter dem Pseudonym Stanislaus Mink von Weunßhein sei Werk Relatio novissima ex parnasso de arte reminiscentiae. Das ist: Neue wahrhafte Zeitung aus dem Parnassus von der Gedechtniß-Kunst. Darin ist auch ein System enthalten, mit dem aus Ziffern Wörter gebildet werden. Im Gegensatz zu Hérigone verwendet Winkelmann nur Konsonanten und diese in völlig anderer Zuordnung zu den Ziffern. Die Ziffern 4 bis 8 sind mit nur einem Konsonanten belegt, die anderen Ziffern mehrfach.
Winkelmann verteilt die Konsonanten nicht nur irgendwie auf die Ziffern, sondern erkennt bereits fast 180 Jahre vor Aimé Paris den Vorteil der Zuordnung von ähnlich klingenden Lauten. Die Buchstaben b, p und w weist er zusammen in eine Gruppe (zu Ziffer 1), wobei jedoch das w nicht so recht dazu passt. Bei der Zuordnung zu jeweils einer Ziffer von f und v (Ziffer 3), s und z (Ziffer 9) sowie d und t (Ziffer 0) berücksichtigt er vollständig die Zuordnung nach rein phonetischen Gesichtspunkten. Wenn c als k ausgesprochen wird, fügt es sich phonetisch in die Gruppe mit k und q (Ziffer 2) ein. In der Abbildung zur Ziffer 2 liegt jedoch eine Verschreibung vor. Statt q wird die Ziffer 2 nochmals aufgeführt; Winkelmann ordnet auf der Seite neben der Bildseite bei seiner ausführlichen Beschreibung auch q (neben c und k) der Ziffer 2 zu. Um sinnvolle Wörter zu bilden, werden Vokale eingefügt, die keine Zahlen darstellen (im Gegensatz zu Hérigones System).
| Ziffer | Konsonanten | Bildwort   | Wortform bei Winkelmann |
| ------ | ----------- | ---------- | ----------------------- |
| 1      | b, p, w     | Barbier    | Barbierer               |
| 2      | c, k, q     | Kamm       | Kamm                    |
| 3      | f, v        | Fackel     | Fakkel                  |
| 4      | g           | Goldgulden | Golt-Guelden            |
| 5      | l           | Laute      | Lautte                  |
| 6      | m           | Mädchen    | Maegdlein               |
| 7      | n           | Nonne      | Nonne                   |
| 8      | r           | Rathaus    | Rahthauß                |
| 9      | s, z        | Schild     | Schild                  |
| 0      | d, t        | Degen      | Degen                   |

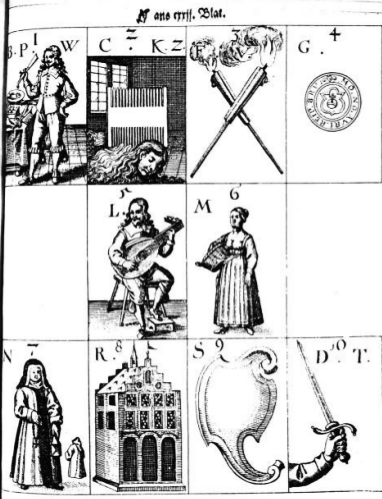
Johann Justus Winkelmann: Konsonantenzuordnung mit Bildern

Völlig neu ist bei Winkelmann, dass er nicht nur die Buchstaben den Ziffern zuweist, sondern auch die Ziffern 0 bis 9 durch Bilder ergänzt und beschreibt; die Bezeichnungen der Abbildungen beginnen jeweils mit den Anfangsbuchstaben, die den einzelnen Ziffern zugeordnet sind.
Um sich Jahreszahlen zu merken, werden die Ziffern gemäß der Zuordnungstabelle durch Konsonanten ersetzt und mit Vokalen dann zu sinnvollen Wörtern (manchmal auch zu zwei aufeinander folgenden Wörtern) ergänzt. Winkelmann zeigt in seinem Werk fast 20 historische Jahreszahlen in eigenen Merksätzen und gibt auch jeweils das historische Ereignis an.
Wortbeispiele: WaLD = 150; aBKauFeN = 1237; WiLKoM (frühneuhochdeutsch für „willkommen“) = 1526; PuLVeR = 1538; BaLGeR („Raufbold)“ = 1548
Winkelmann ist von seinem System und der beigefügten Bildtafel voll überzeugt und sieht sie als unbezahlbar an: „Uber dießen Nutzen iſt benante Tafel ein Haupt-Schlueſſel o. der Dietrich zunennen / welcher aller freyen Kuenſten Thuere eroefnet / ſintemahl ſo viel Geheimnißen dahinden verborgen / welche nicht alle außzudenken ſind ... Deßwegen dieſe Tafel wegen ihres großen Nutzen mit keinem Gelt zubezahlen...“
Gottfried Wilhelm Leibniz erlernte Winkelmanns System.

### Richard Grey – 1730
Der englische Geistliche der Church of England, Richard Grey (1696–1771) veröffentlichte erstmals 1730 sein Werk Memoria Technica: or, a New Method of Artificial Memory, Applied to, and exemplified in Chronology, History, Geography, Astronomy und stellte darin sein System vor, um sich Zahlen leichter merken zu können. Das Buch erreichte noch zu Lebzeiten des Autors mehrere Auflagen und wurde mit Änderungen und Verbesserungen bis 1861 gedruckt.
| Ziffer | Konsonant | Vokal |
| ------ | --------- | ----- |
| 0      | z         | y     |
| 1      | b         | a     |
| 2      | d         | e     |
| 3      | t         | i     |
| 4      | f         | o     |
| 5      | l         | u     |
| 6      | s         | au    |
| 7      | p         | oi    |
| 8      | k         | ei    |
| 9      | n         | ou    |

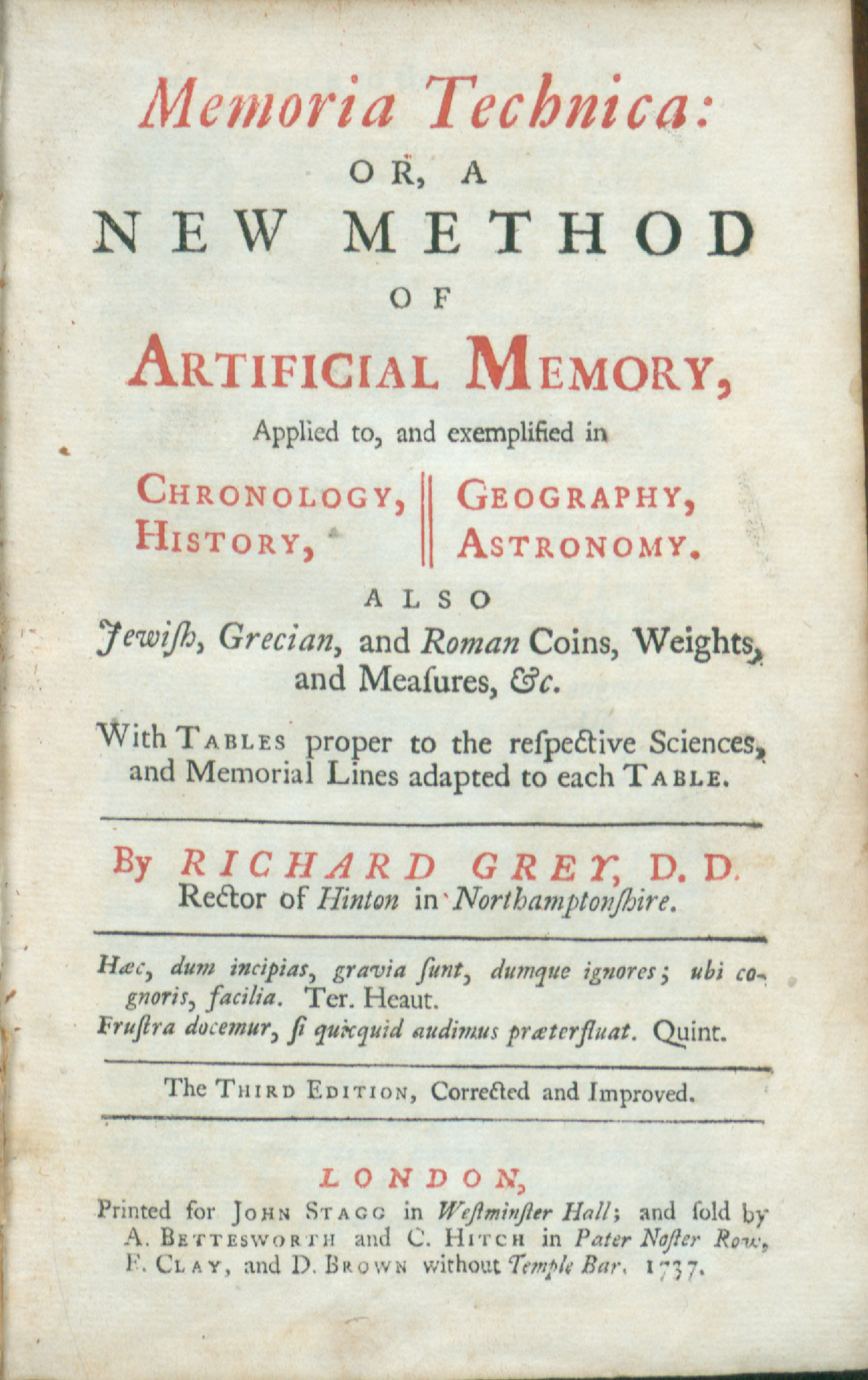
Richard Grey: Memoria Technica – 3. Auflage 1737

Grey verwendet für die Zuordnung zu den Ziffern sowohl Konsonanten als auch einzelne Vokale und Doppelvokale. Diese Zuordnung ist rein willkürlich und nicht nach phonetischen Gesichtspunkten ausgerichtet. Sinnvolle und dadurch leicht zu merkende Wörter ergeben die erhaltenen Buchstabenübertragungen nicht, was das Hauptproblem für das Erlernen dieses Systems darstellt. Die Vokale und die Anreihung von Konsonanten, welche die Zahl repräsentiert, wird an den ersten Teil des entsprechenden historischen Namens oder an eine bestimmte Bezeichnung angehängt, wodurch das Merkwort entsteht. Diese Memoria technica wird auf die Daten und Zahlen aus den Bereichen Geographie, Geschichte, Astronomie, für Gewichts- und Längenmaße und viele andere Bereiche angewandt. Dazu enthält das Buch zahlreiche Tabellen mit den bereits vorgefertigten Merkwörtern.
Um größere Auswahlmöglichkeiten zu haben, sind nach Grey auch Mehrfachübertragungen möglich, so zum Beispiel 325 = tel, idu; 154 = buf, blo, alf, alo; 93 451 = ni-ola, out-fub; ni-fla; out-olb
Beispiele für das Merken des Herrschaftsbeginns römischer Kaiser:
- Trajan, 98 n. Chr. → Trank
- Hadrian, auch Adrian, 117 n. Chr. → Adraap
- Philipp, 244 n. Chr. → Pheff

Dadurch, dass die mit den Buchstaben gebildeten Silben keine sinnvollen Wörter mit inhaltlicher Bedeutung ergeben, sind die neu entstandenen Begriffe nur durch ständige Wiederholung zu behalten und somit ist Greys System schwer erlernbar. Dazu Gregor von Feinaigle 1812: „Dr. Grey verwandelte Zahlen in Buchstaben und bildete so Wörter; aber diese Wörter konnten nicht im Gedächtnis verankert werden ohne ständige Wiederholung und unermüdliche Anwendung; die verschiedenen Wörter, die in seiner Memoria Technica gemerkt werden mussten, waren fast ebenso belastend wie die Fakten und Daten, die sie dem Gedächtnis einprägen sollten.“ – Andererseits: „Grey selbst hat übrigens gar nicht versucht, bekannte Wörter zu treffen, sondern mutig damit begonnen, ein mnemotechnisches Vokabular aufzubauen. Wenn man bereit ist, das mitzumachen, hat man hier eine hervorragende Technik.“

### Johann Christoph von Aretin – 1810

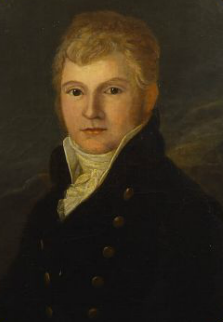
Johann Christoph von Aretin (1772–1824)

Der Jurist, Historiker und Bibliothekar Johann Christoph Freiherr von Aretin (1772–1824) veröffentlichte 1810 das fast 800-seitige Werk Systematische Anleitung zur Theorie und Praxis der Mnemonik, nebst den Grundlinien zur Geschichte und Kritik dieser Wissenschaft. Es ist in drei Bücher unterteilt. Buch I: Theorie der Mnemonik; Buch II: Praxis der Mnemonik; Buch III: Geschichte der Mnemonik. In Buch II zeigt Aretin sehr ausführlich verschiedene Verfahren, Zahlen durch Buchstaben darzustellen. Seine Absicht ist es, Zahlen von 1 bis 100 Millionen in Buchstaben zu übertragen.
Aretin zeigt eine Tabelle, in der veranschaulicht wird, wie Hauptzahlen von 1 bis 10 000 000 gebildet werden. Die Zuordnung der Konsonanten erfolgt streng nach phonetischen Gesichtspunkten.
Die Nullstellen nach der 1 werden durch Vokale, Diphthonge und Triphthonge bezeichnet.

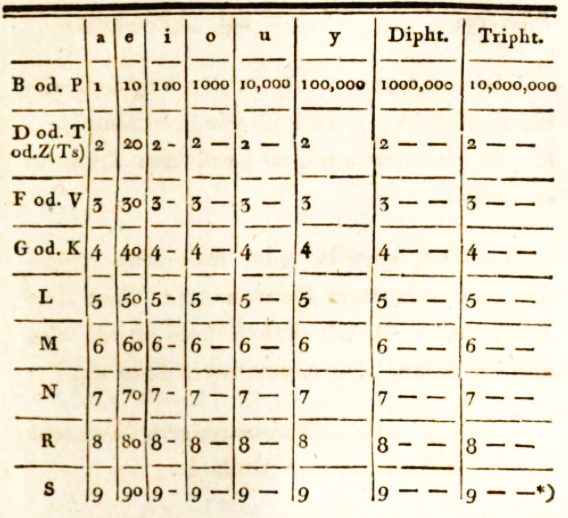
Aretin – Tabelle von 1810. – Erklärung von Aretin: Ba-ll = 1; Be-sen = 10; Bi-rke = 100; Bo-gen = 1000; Bu-sen = 10 000; By-rol (Goldamsel) = 100 000; Bau-m = 1 000 000; Bäu-me = 10 000 000

 Eine Zahl besteht dann aus dem Großbuchstaben für die Ziffer, dem folgen der Vokal für die Anzahl der Nullstellen und schließlich nach einem Bindestrich die Hinzufügung von Buchstaben, um ein sinnvolles Wort zu bilden.
Schließlich zeigt Aretin weitere Methoden, um Zahlen in Bildwörter umzuwandeln. Dabei überlässt er dem Leser die Wahl, eine Methode auszuwählen. Jedoch bewertet Aretin, welche Methoden leichter sind. Er zeigt auch wie Zwischenzahlen in Bildern dargestellt werden können, so zum Beispiel mehrere Möglichkeiten für 1648, dem Jahr des Westfälischen Friedensschlusses. Ein umfangreiches Wörterbuch der figürlichen Zahlen, das Bildwörter zeigt, die zum Beispiel mit la, ta, le, te, lo, lu beginnen.
Aretins System, Zahlen in Buchstaben und Wörter zu übertragen, ist mit seiner Vielzahl an Möglichkeiten, Erklärungen, Übersichten und Regeln äußerst kompliziert.

### Gregor von Feinaigle – 1812

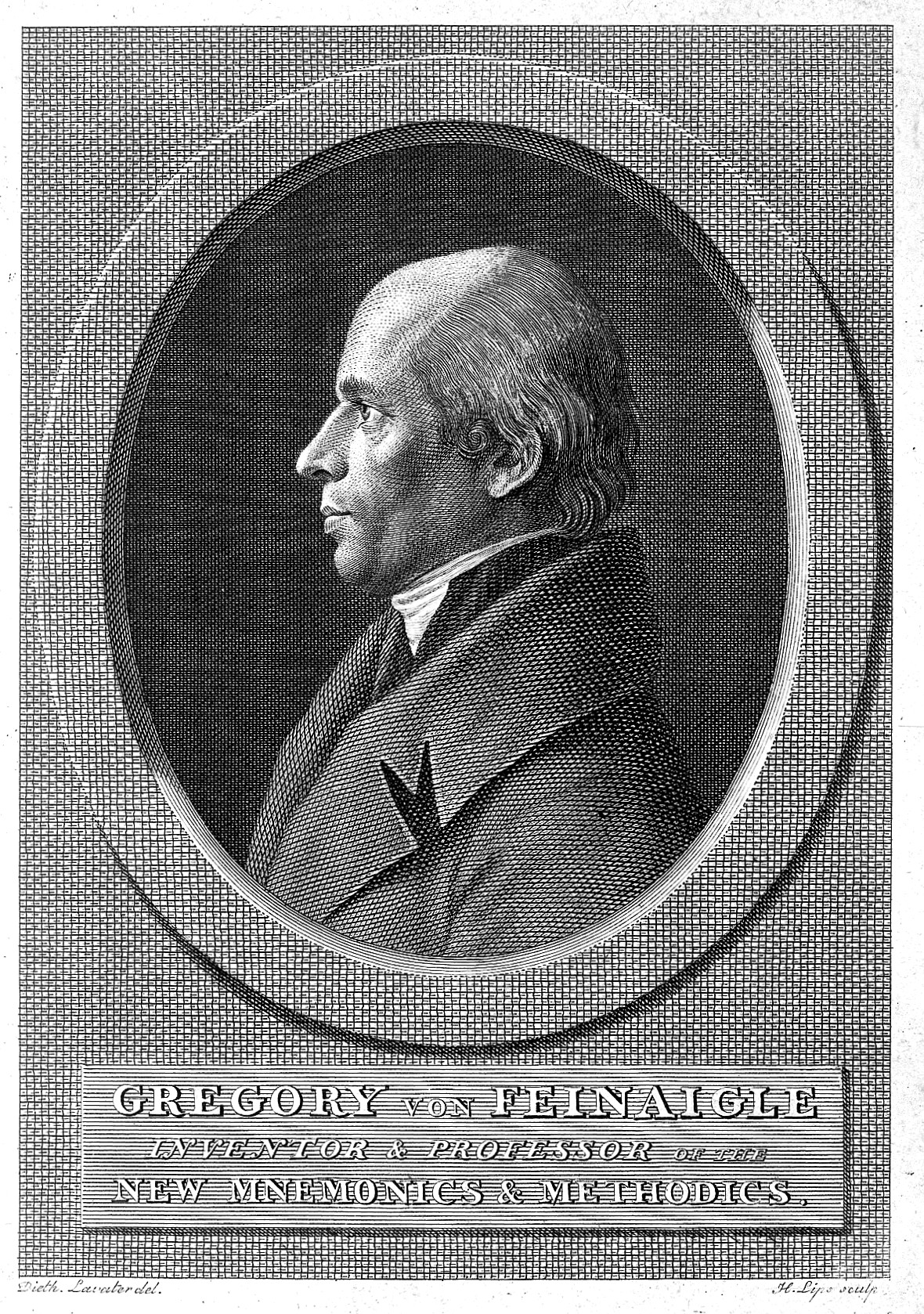
Gregor von Feinaigle (1760–1819)

Der deutsche Mönch Gregor von Feinaigle veröffentlichte 1812 sein mnemotechnisches Werk The new Art of Memory, founded upon the principles taught by M. Gregor von Feinaigle: and applied to Chronology, History, Geography, Languages, Systematic Tables, Poetry, Prose, and Arithmetic. Bereits 1813 erschienen die 2. und die 3. Auflage mit zahlreichen Erweiterungen sowie zusätzlich mit einem Portrait.
In diesem Buch stellt Feinaigle auch seine Bearbeitung eines Systems vor, Zahlen in Buchstaben zu übertragen. Dabei verwendet er wie Winkelmann nur Konsonanten zur Übertragung der Ziffern. Vier der Ziffern von 0 bis 9 sind mehrfach belegt. Die Zuordnung der Zeichnung ist nicht zufällig wie bei Grey, sondern von Feinaigle bewusst nach der Form der Buchstaben ausgesucht. „Die den Zahlen zugewiesenen Buchstaben sind nicht rein willkürlich, sondern sind so genau wie möglich an die Form der Zahlen angepasst.“
Auffällig sind bei Feinaigles System hinsichtlich der Zuordnung starke Ähnlichkeiten zum System von Aimé Paris von 1825: Die Ziffern 1 bis 5 haben genau die gleiche Zuordnung des einen Konsonanten; bei den anderen fünf Ziffern, die bei Feinaigle eine Mehrfachbelung aufweisen, entspricht zumindest ein Buchstabe auch der Zuordnung von Aimé Paris. Der Grund der Ähnlichkeiten ist, das Aimé Paris die Vorlesungen, die Feinaigle in der Stadt Paris hielt, besuchte. „Den Vorlesungen, die Feinaigle in Paris hielt, und denen auch Aimé Paris anwohnte, verdankte Letzterer wenigstens, dass er auf die Mnemotechnik überhaupt aufmerksam gemacht wurde; denn er trat bald ... als Lehrer der Mnemonik auf.“
Für die Bildung von sinnvollen Wörtern verbindet Feinaigle die Konsonanten mit Vokalen. Neu ist bei Feinaigle, dass er zu jeder Zuordnung ausformulierte Merkhilfen gibt, um das Einprägen mittels visueller Assoziationen zu erleichtern. Diese Merkhilfen werden bei den Zahl 0 („zero“) bis 5 bis heute bei unserem jetzigen Major-System verwendet.
| Ziffer | Konsonanten | Merkhilfen nach Feinaigle (in Auszügen) |
| ------ | ----------- | --- |
| 0      | s, x, z     | Die Zahl 0 ist rund und ähnelt einem Schleifstein in einer Mühle; dieses Rad gibt bei schneller Drehung ein zischendes Geräusch von sich ähnlich der 0 zugeordneten Zischlauten. Der erste Buchstabe von „zero“ (0) ist z.                                                                               |
| 1      | t           | Buchstabe t ist wie die Ziffer 1 ein senkrechter und abwärts gerichteter Strich; Vorkommen im Wort „unit“ („Einheit“) |
| 2      | n           | passender Buchstabe, um die Ziffer 2 darzustellen: n hat zwei Striche nach unten |
| 3      | m           | beim m drei Striche nach unten |
| 4      | r           | Buchstabe r kommt im Wort für die Zahl 4 zum Beispiel in folgenden Sprachen vor: „four“ (englisch), „vier“ (deutsch und niederländisch), „quatre“ (französisch), „quattro“ (italienisch), „quatro“ (portugiesisch), „cuatro“ (spanisch), „τέσσερα“ / „téssera“ (griechisch), четыре / chetyre (russisch) |
| 5      | l           | L ist römisches Zahlzeichen für 50 |
| 6      | d           | Ziffer 6 hat Ähnlichkeit mit gespiegeltem d |
| 7      | c, k, g, q  | Merkwort „cage“ („Käfig“): c (in „cage“ wie k gesprochen) und g im Merkwort enthalten; c wird (im Englischen) meistens als k ausgesprochen; Anfang der Aussprache von q wie k |
| 8      | b, h, v, w  | Merkwort „beehive“ („Bienenstock“): b, h und v im Wort „beehive“ enthalten; w besteht in der Form aus zwei v |
| 9      | p, f        | Merkwort „puff“ („Zug“ beim Rauchen) |

Bei der Bildung von Wörtern beschränkt sich Feinaigle allerdings nicht ausschließlich nur auf die Konsonanten, welche die jeweiligen Ziffern übertragen. Er bildet zweistellige Zahlen, wobei dann für die Übertragung der Konsonanten in Ziffern lediglich die ersten beiden Konsonanten entscheidend sind. Somit hat er mehr Auswahl an Wörtern, um eine 2-stellige Zahl umzusetzen.
Beispiele:
```
    8 1     3  0      0  9     3 1        2  6       7  8        9 6
    BaT     MouSe     SoaP     MuTton     NeeDle     CaBbage     PuDding
```

Mehr als 2-stellige Zahlen zeigt Feinaigle nicht. Er führt exemplarisch vor, wie man die Wörter zu einer phantasievollen Geschichte verbindet und die Bilder dann mittels Loci-Methode an den verschiedenen Orten ablegt.
Feinaigle gibt auch praktische Tipps, wie man dieses Zahlen-Buchstaben-System im Alltagsleben – zum Beispiel beim Einkaufen oder dem Merken von Droschken- und Hausnummern – anwenden kann.

### Aimé Paris – 1825

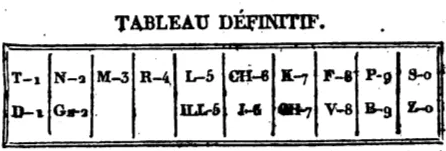
Aimé Paris: Zuordnungstabelle von 1825, ausgerichtet nach Lauten in der französischen Sprache. – 1: T, D; 2: N, GN; 3: M; 4: R; 5: L, ILL; 6:CH, J; 7: K, GH; 8: F, V; 9: P, B; 0: S, Z

Die entscheidende Weiterentwicklung stammt von Aimé Paris, der seinen Zifferncode 1825 vorstellte und in den folgenden Jahren weiterentwickelte. Die entscheidenden Momente waren dabei die Eindeutigkeit der Zuordnung, die den Code auch als Ordnungsinstrument benutzbar macht, und die Verwendung von Lauten statt Buchstaben, die das System intuitiv verwendbar und von der Laut-Buchstaben-Zuordnung der benutzten Sprachen und damit der Rechtschreibung unabhängig macht. Nach ihm sprach man im Deutschen bis in die 1990er Jahre gewöhnlich vom Zifferncode nach Aimé Paris. Er hat bis heute jenseits bestimmter Zwecke, wie z. B. dem Gedächtnissport, keine Verbesserung erfahren.

### Jean-Baptiste Demangeon – 1841

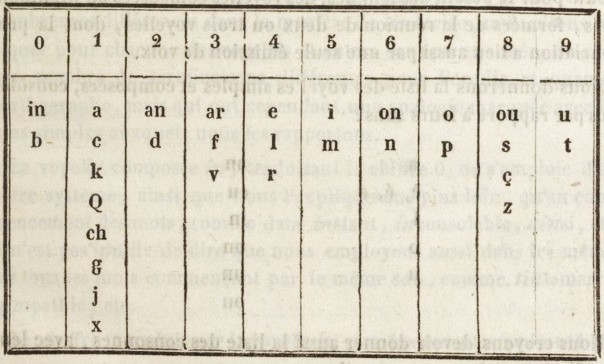
Jean-Baptiste Demangeon: Zuordnungstabelle von 1841

Der französische Arzt Jean-Baptiste Demangeon (1764–1844) veröffentlichte unter dem Namen J.-F. Demangeon sein Werk Nouvelle mnémonique à la portée de toutes les intelligences, et qui peut s'apprendre sans maître. Er verwendet alle Konsonanten außer h, das in der französischen Sprache nicht gesprochen. Der Mitlaut w wurde erst Mitte des 19. Jahrhunderts für Fremdwörter und Lehnwort Lehnwörter dem französischen Alphabet hinzugefügt; es gibt keine französischen Wörter mit w. Außerdem verwendet er – wie auch Hérigone 1634 und Grey 1730 – die Vokale sowie die Zusammensetzungen an, ar, in, on und ou. Insgesamt kommt Demangeon auf 30 Zuordnungen, was die meisten aller bekannten Systeme sind (Hérigone und Reventlow je 25).
Die erweiterten Vokale werden auch für ähnlich klingende Laute mit anderer Schreibweise verwendet. So wird zum Beispiel der Ziffer 2 außer an auch am und en zugeordnet (zum Beispiel in Wörtern wie angle, lampe und enfance); für die Ziffer 6 neben on auch om, omb, omp (oncle, nom, sombre, pompe); für o (Ziffer 7) unter anderem auch eau (bureau).
Eine weitere Eigenheit: Demangeon vertauscht die Ziffern der Zweierzahlen von 11 bis 99, damit jede Silbe mit einem Konsonanten beginnt, dadurch aussprechbar wird und dann durch eine weitere Endung zu einem sinnvollen Wort erweitert werden kann. Er zeigt in einer weiteren Tabelle die Zahlen bis 99. Für 52 wird somit di statt id, für 65 mon statt onm und für 89 tou statt out verwendet.
An Beispielen wird die praktische Anwendung gezeigt. Da durch die Zuordnung nach der Tabelle und trotz absichtlichem Zahlendreher keine sinnvollen Wörter gebildet werden können, erfolgt nach der Anfangssilbe, die für die Zahl steht, eine Erweiterung zu einem sinnvollen Wort: aus 19 wird zum Beispiel table, aus 45 maître (e auch für aî) und aus 84 route. Schließlich zeigt Demangeon äußerst ausführlich sein Regelwerk für 3- und 4-stellige Zahlen, wo die Zuordnungen für Wortanfang und Wortende verwendet werden. Das umfangreiche Regelwerk macht das System schwer erlernbar.

### Carl Otto Reventlow – 1843

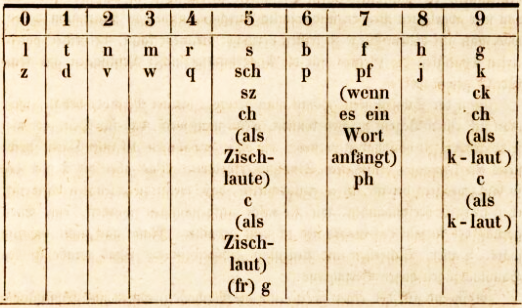
Carl Otto Reventlow: Zuordnungstabelle – 1843

Carl Otto Reventlow (1817–1873), der eigentlich Carl Christian Otto hieß, veröffentlichte 1843 sein Lehrbuch der Mnemotechnik nach einem durchaus neuen auf das Positive aller Disciplinen anwendbaren Systeme. Darin stellt er auch seine Fassung des Systems vor, Zahlen in Wörter zu verwandeln.
Bei der Zuordnung zu den 10 Ziffern berücksichtigt er (Ausnahme x, das er mit ks gleichsetzt) alle einzelnen Konsonanten des deutschen Alphabet sowie auch die Laute ch, ck, pf, ph, sz und sch. Somit hat jede Ziffer mindestens zwei Zuordnungen. Reventlows System gehört mit 25 Zuordnungen zu den Systemen mit den meisten Zuordnungen (Hérigone ebenfalls 25, Demangeon 30). Im Gegensatz zu Aimé Paris, der seine Version im Gegensatz zu den Systemen vorheriger Entwickler 1825 vollständig von der Orthographie gelöst und ausschließlich nach phonetischen Gesichtspunkten aufgebaut hatte, wendet sich Reventlow von der reinen Zuordnung nach Lauten ab und kehrt wieder zu Buchstaben wie zu der Zeit vor Aimé zurück. Zwar belässt er t/d, b/p und g/k bei jeweils einer Ziffer, will aber die anderen Konsonanten (außer x) sowie 6 Mitlautverbindungen in der Zuordnung ebenfalls unbedingt unterbringen, um sein System speziell der deutschen Sprache anzupassen. Dies hat durchaus den Vorteil, dass sich wegen der größeren Auswahl leichter und auch mehr Bildwörter finden lassen. Der Nachteil ist jedoch die schwerere Erlernbarkeit.

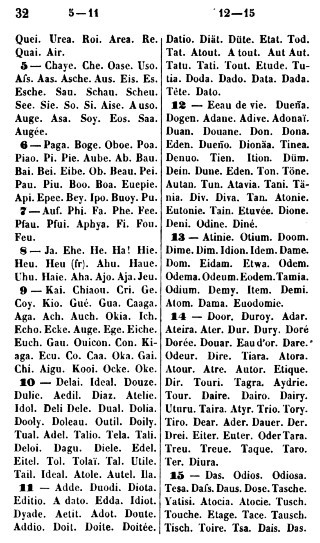
Carl Otto Reventlow: Wörterbuch von 1844, S. 32

Reventlow veröffentlichte 1844, also nur ein Jahr nach seinem System, das Wörterbuch der Mnemotechnik nach eignem Systeme. Mehr als 120000 Substitutionen für die Zahlen 000, 00, 0 und 1–999 enthaltend. Seiner fast 30-seitigen Vorrede, in der unter anderem sein System ausführlich erklärt, folgt ein Wörterverzeichnis. Auf über 500 Seiten sind über 120 000 Beispielwörter (Zahlangabe nach Reventlow) aufgelistet, die den Zahlenbereich von 000 bis 999 abdecken. Dadurch, dass jede Ziffer mehrfach mit Buchstaben belegt ist, wird bei manchen Zahlen das Wörterangebot geradezu inflationär. Diese große Zahl wird vor allem auch dadurch begünstigt, dass Reventlow nicht nur die eigentlichen Buchstaben verwendet, mit denen die Ziffern übertragen werden.
Entscheidend für die Übertragung von Zahlen in Bildern ist, dass nur die ersten Konsonanten, bei 3-stelligen Zahlen also die drei ersten Konsonanten, mit den jeweiligen Ziffernwerten übereinstimmen müssen. Das Wort kann also viel länger als die Anzahl der Ziffernstellen sein. Für die Zahl 149 verwendet Reventlow zum Beispiel Wörter wie Directionslinie, Durchwirbeln, Trigonometrie, Drachenblut, Durchfressen und Tragi-Komödie. Bei seiner Wortauswahl sind auch Eigennamen und Fremdwörter enthalten. Übrigens werden für die Zahl 149 über 500 Wörter aufgelistet.

### Francis Fauvel-Gouraud – 1844
Der französische Daguerreotypie-Experte und Mnemotechniker Francis Fauvel-Gouraud (1808–1847) veröffentlichte 1841 das Werk Phreno-mnemotechnic Dictionary; being a philosophical classification of all the homophonic words of the English language. Darin zeigt er unter Verwendung der Lautzuordnungen von Aimé Paris (1825) in verschiedenen Abschnitten die Übertragung der Zahlen von 0 bis 0992, 1 bis 999 und 1001 bis 9999. Im Anhang werden weitere Ergänzungen von Wörtern zu den jeweiligen Abschnitten gezeigt.

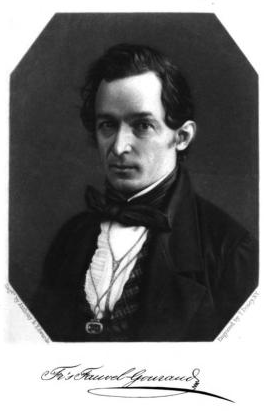
Francis Fauvel-Gouraud (1808–1847) – Daguerreotypie

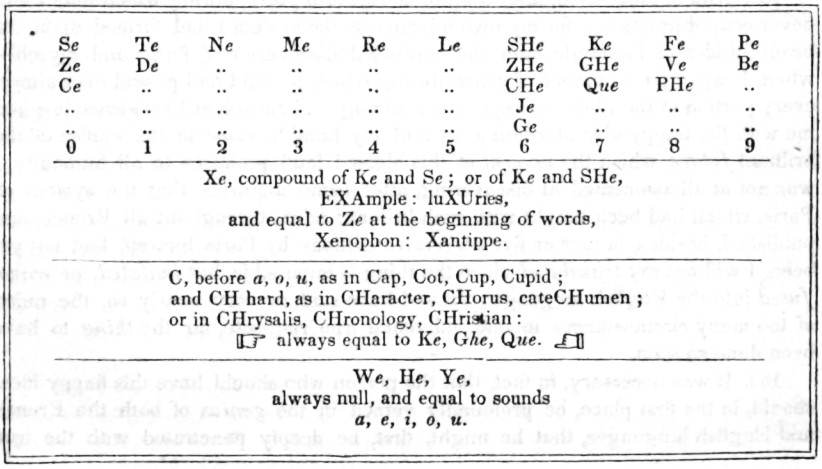
Fauvel-Gouraud: Zuordnungstabelle – Phreno-mnemotechny von 1845, Seite 93

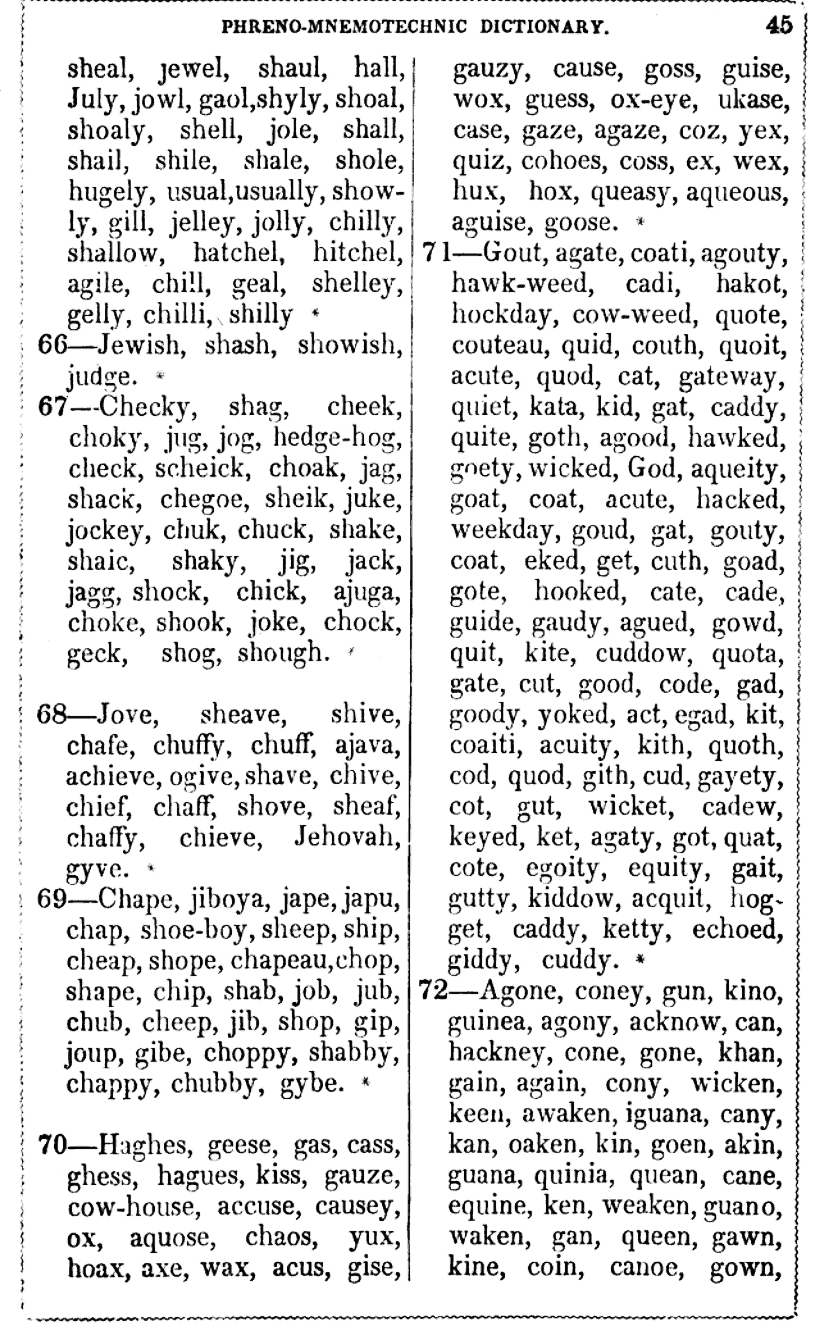
Francis Fauvel-Gouraud: Phreno-mnemotechnic Dictionary, Seite 45

Fauvel-Gouraud nimmt für jede Übertragung des betreffenden Wortes ausschließlich die Laute der Zahl, erweitert das Wort also nicht, um leichter ein sinnvolles Wort zu finden. Lange Zahlen für die kein Wort gefunden werden konnte, werden ausgelassen. Die Vokale sowie h, w und y dienen lediglich zur Wortbildung und haben keinen Übertragungswert. Der gefundene Wortschatz ist äußerst umfangreich. Selbst für die Zahl O zeigt Fauvel-Gouraud über 60 Wörter, von ooze über house und wheeze bis sigh. Allerdings beschränkt er sich nicht nur auf leichter visualisierbare Substantive wie die heutigen Autoren, sondern verwendet jede Wortart.
Die Zahl 70 wird auch mit x (Aussprache wie ks) übertragen, zum Beispiel geese, kiss, chaos, hoax, axe, wax und über 30 weitere Wörter; für 70 werden 44 Beispielwörter aufgeführt. Der Buchstabe x wird aussprachegemäß für ksch auch mit 76 in Wörtern wie zum Beispiel luxuries (57640) übertragen.
Das Wörter zeigt auch Zahlen von einer bis zu drei Nullen am Anfang für 2- bis 5-stellige Zahlen, so zum Beispiel usage und 13 weitere für 06; squeak, skeg, scug für 077; seasick für 007 und suicism für 0003 und smaragd für 03471.
Beispiele für 4-stellige Zahlen ohne 0 am Anfang: majesty für 3601, alphabet für 5981, shamrock für 6347 sowie pipefish für 9986.
Fauvel-Gouraud wendet das von Aimé Paris entwickelte und nun an die englische Sprache angepasste System in seinem „Dictionary“ von 1844 schon an, allerdings ohne das System zu beschreiben. Er bringt erst in seinem ein Jahr später (1845) erschienenen Buch Phreno-mnemotechny; or, The Art of Memory: the series of lectures, explanatory of the principles of the system, delivered in New York and Philadelphia in the beginning of 1844 die Zuordnungstabelle und eine Beschreibung.
Nach einer ausführlichen Darstellung der Entwicklung der gesamten Mnemotechnik seit Simonides von Keos (etwa 556 bis etwa 568 v. Chr.) beschreibt Fauvel-Gouraud auch die Ziffern-Buchstaben-Systeme von Richard Grey, Gregor von Feinaigle und Aimé Paris, bevor er seine an die englische Sprache angepasste Anwendung, die sich auf Feinaigle und Paris stützt, erläutert. Es schließen sich ungekürzte Mitschriften von sechs Vorträgen zu Fauvel-Gouraud’s System, die in New York und Philadelphia Anfang 1844 gehalten wurden und im Buch durch praktische Anwendungen ergänzt sind, an.

### Bartłomiej Beniowski – 1845
Der polnische Arzt und Major Bartłomiej Beniowski (1800–1867) lernte Aimé's System 1832 in einem Kurs bei Aimé Paris persönlich kennen. Dazu schreibt er: „Im Jahr 1832 besuchten wir eine Vortragsreihe in Paris, die von Herrn Aimé Paris gehalten wurde. Ihm schulden wir Dank für viele mnemotechnische Kniffe, aber in noch weit größerem Maße dafür, dass er uns durch sein Vorbild und seine Lehren ermutigt hat, diese Art von Studium zu verfolgen.“
1845 veröffentlichte Beniowski in London sein Werk The Anti-absurd Or Phrenotypic English Pronouncing & Orthographical Dictionary. Es handelt sich um ein Wörterbuch der englischen Sprache, wobei jedes Wort in einer von Beniowski entwickelten Lautschrift rein phonetisch wiedergegeben wird. Die herkömmliche Rechtschreibung lehnt er als „absurd“ ab und bezeichnet seine entwickelten phonetischen Schreibweisen als „anti-absurd“.
Auf vier Seiten des über 600 Seiten umfassenden Werkes propagiert Beniowski Aimé's System, dessen Lautzuordnung er weitgehend übernahm, auf Wörter der englischen Sprache anwendet und an fast 30 Wörtern vorführt. Beispiele (hier ohne zusätzliche Wiedergabe von Beniowskis Lautschrift):
```
   name   beer   polite   knowledge   abdominous   abduction   aberration   abetment
   n m    b  r   p l t     n  l  j     bd m n  s    bd ksh n    b r  sh n    b tm nt
   2 3    9  4   9 5 1     2  5  6     91 3 2  0    91 76  2    9 4  6  2    9 13 21

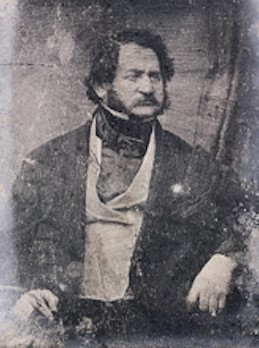
Major Bartłomiej Beniowski (1800–1867) – Daguerreotypie-Aufnahme

```

| Ziffer | Konsonanten  |
| ------ | ------------ |
| 0      | s, z         |
| 1      | t, d, th     |
| 2      | n            |
| 3      | m            |
| 4      | r            |
| 5      | l            |
| 6      | h, ch, sh, j |
| 7      | k, g         |
| 8      | f, v, w      |
| 9      | p, b         |

### Ernest Egerton Wood – 1936
Der Theosoph, Yogi und Sanskrit-Gelehrte Ernest Egerton Wood (1883–1965) veröffentlichte 1936 sein Buch Mind and Memory Training. Die 1947er Überarbeitung der 2. Auflage von 1939 wurde bis 1974 nachgedruckt.
Bevor Wood sein angeblich eigenes System zeigt, streift er rezensierend die Systeme von Winkelmann (bei Wood unter Pseudonym „Wenusheim“), Grey und Feinaigle. Außerdem geht er auf das altindische Kapayadi-System ein und zeigt auch eine Transliterationstabelle.
| Ziffer | Konsonanten | Bildwortvorschläge nach Wood                           |
| ------ | ----------- | ------------------------------------------------------ |
| 0      | s, z        | hose, saw, haze, zoo, ass                              |
| 1      | t, d        | head, tea, toe, doe, hot, oat, wad, yacht, youth, thaw |
| 2      | n           | hen, knee, wain, neigh                                 |
| 3      | m           | yam, may, home, ma aim                                 |
| 4      | r           | oar, row, ray, arrow                                   |
| 5      | l           | hill, hall, lea, yellow                                |
| 6      | ch, j, sh   | joy, wish, ash, edge, show, chew                       |
| 7      | k, g, ng    | cow, hag, egg, hang, ache                              |
| 8      | f, v        | foe, vow, half, wave, fee                              |
| 9      | p, b        | ape, bee, hope, web, abbé, hub                         |

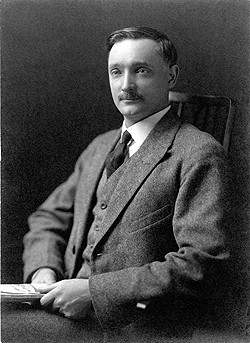
Ernest Egerton Wood (1883–1965)

Über „sein“ System schreibt Wood: „Ich habe die meisten dieser Systeme studiert und infolgedessen mein eigenes entwickelt, das meiner Meinung nach sogar gegenüber den besten der anderen eine leichte Verbesserung darstellt. ... Bevor ich die Methode erkläre, bei der ich natürlich alles Beste aus den alten Systemen übernahm...“ Das System, das Wood als sein eigenes ausgibt, ist in Wirklichkeit jedoch das System von Aimé Paris mit der gleichen Zuordnung der Buchstaben, wie wir sie von unserem heute gebräuchlichen Major-System kennen. Einzige kleine Unterschiede: w ist (wie das für uns gewohnte h) ebenfalls ohne Zahlenwert; y ist in der englischen Sprache sehr häufig und wird somit in Bildwörtern verwendet, um mehr und leichter Bildwörter finden zu können.
Wood geht ausführlich auf die Anwendung des Systems ein. Bei der Zahl 945 zum Beispiel kommt er auf „April, pearl, prowl, broil, parole, peril, parley, barley, barrel, apparel, beryl, brawl, etc.“ Doppelkonsonanten gelten nur einmal. Bei schwerer umsetzbaren 3-stelligen Zahlen empfiehlt er, die Zahl durch ein Adjektiv und ein Substantiv zusammen darzustellen und dabei beim Adjektiv nur den ersten Konsonanten zu verwenden, so zum Beispiel „daily mail, hot meal“ für 135, „prowling puma, epic poem“ für 993 und „restless baby, ruling pope“ für 499.
Für schwerer zu bildende Einzelwörtern bei 3-stelligen Zahlen gibt Wood auch zusätzlich die Möglichkeit, das Substantiv länger zu wählen (auch schon bei Feinaigle) als die zwei benötigten ersten Konsonanten: „boomerang“ für 934, „flowing river“ für 848, „blue lotus“ für 951.

### Harry Lorayne – 1968
Der amerikanische Zauberkünstler und Gedächtnistrainer Harry Lorayne (1926–2023), der über 40 Bücher veröffentlichte, stellte 1968 in seinem Buch The Harry Lorayne Isometrics Course das Major-System vor. Auch in seiner 1974er Veröffentlichung The Memory Book, in dem der Basketball-Profi Jerry Lucas das Vorwort schrieb, wird das System ausführlich beschrieben.
| Ziffer | Konsonanten                                                    |
| ------ | -------------------------------------------------------------- |
| 0      | s, z, c (wie in „century“)                                     |
| 1      | t, th, d                                                       |
| 2      | n                                                              |
| 3      | m                                                              |
| 4      | r                                                              |
| 5      | l                                                              |
| 6      | sh, ch (wie in „chef“), j (wie in „jail“), g (wie in „gentle“) |
| 7      | k, g (wie in „glide“), c (wie in „cap“)                        |
| 8      | f, v, ph (wie in „phone“)                                      |
| 9      | p, b                                                           |

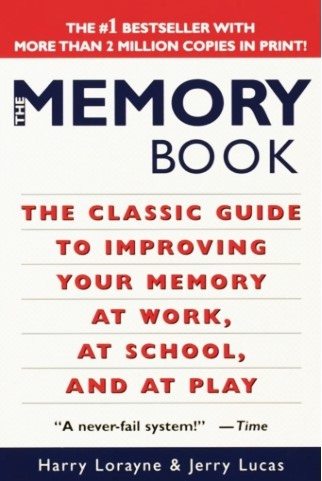
Harry Lorayne / Jerry Lucas: The Memory Book – Ausgabe von 1996

Dabei bezieht er sich auf die Lautzuordnung von Aimé Paris, erwähnt dessen Namen jedoch nicht. Vokale und die Konsonanten h, w und y werden bei der Zuordnung für die Ziffern 0–9 als Lautwerte nicht verwendet. Stumme Laute werden nicht übertragen; „bomb“ wird also mit 93 wiedergegeben und nicht mit 939, weil das letzte b nicht gesprochen wird. Bei Doppelkonsonanten zählt nur einer, wenn sie nicht unterschiedlich gesprochen werden („accident“ ergibt 70121). Der Konsonant x wird mit 70 übertragen, da x wie ks ausgesprochen wird; bei „complexion“ wird xion wie kschn gesprochen, was 762 ergibt. Wenn für eine 3-stellige wie zum Beispiel 989 nur schwer ein sinnvolles Wort gefunden werden kann, dürfen auch mehrere Wörter verwendet werden wie „puff up“ oder „beef pie“. Das gilt auch für 4-stellige Zahlen: 4312 kann mit „rhyme tone“ oder „raw mutton“ wiedergegeben werden.
Lorayne zeigt auch seine Bildwörter der Zahlen 0–100, für die er ausschließlich Substantive verwendet. Mit diesen ist es dann nicht mehr nötig, bei langen Zahlen jede Ziffer mit einem Buchstaben belegen zu müssen, sondern die lange Zahl in Zweiergruppen zu glieder und so jede Zahl mit einem ganzen Bildwort abzudecken.
Für die Ziffer 0 gibt Lorayne in seiner Liste kein Bildwort, führt jedoch die Wörter zoo und sue an. Für eine lange Zahl, die zum Beispiel acht Nullen enthält, schlägt er zur Merkhilfe die Verknüpfung „zoos sue Souza’s sis“ vor („Zoos verklagen Souza's Schwester“; „sis“ umgangssprachlich für „sister“).
Es ist festzustellen, dass, wenn in der deutschen Übersetzung die Konsonanten erhalten bleiben und sich nur die Vokale ändern, die Autoren von deutschsprachigen Mnemonik-Büchern interessanterweise die gleichen Wörter verwenden. Wahrscheinlich hatten sie Lorayne’s 100 Wörter als Mustervorlage.
| 1  | tie   | 21 | net   | 41 | rod    | 61 | sheet     | 81  | fit     |
| 2  | Noah  | 22 | nun   | 42 | rain   | 62 | chain     | 82  | phone   |
| 3  | ma    | 23 | name  | 43 | ram    | 63 | chum      | 83  | foam    |
| 4  | rye   | 24 | Nero  | 44 | rower  | 64 | cherry    | 84  | fur     |
| 5  | law   | 25 | nail  | 45 | roll   | 65 | jail      | 85  | file    |
| 6  | shoe  | 26 | notch | 46 | roach  | 66 | choo choo | 86  | fish    |
| 7  | cow   | 27 | neck  | 47 | rock   | 67 | chalk     | 87  | fog     |
| 8  | ivy   | 28 | knife | 48 | roof   | 68 | che'f'    | 88  | fife    |
| 9  | bee   | 29 | knob  | 49 | rope   | 69 | ship      | 89  | fob     |
| 10 | toes  | 30 | mouse | 50 | lace   | 70 | case      | 90  | bus     |
| 11 | tot   | 31 | mat   | 51 | lot    | 71 | cot       | 91  | bat     |
| 12 | tin   | 32 | moon  | 52 | lion   | 72 | coin      | 92  | bone    |
| 13 | tomb  | 33 | mummy | 53 | loom   | 73 | comb      | 93  | bum     |
| 14 | tire  | 34 | mower | 54 | lure   | 74 | car       | 94  | bear    |
| 15 | towel | 35 | mule  | 55 | lily   | 75 | coal      | 95  | bal     |
| 16 | dish  | 36 | match | 56 | leech  | 76 | cage      | 96  | beach   |
| 17 | tack  | 37 | mug   | 57 | log    | 77 | coke      | 97  | book    |
| 18 | dove  | 38 | movie | 58 | lava   | 78 | cave      | 98  | puf     |
| 19 | tub   | 39 | mop   | 59 | lip    | 79 | cob       | 99  | pipe    |
| 20 | nose  | 40 | rose  | 60 | cheese | 80 | fuzz      | 100 | disease |

### Tony Buzan – 1971
Im Jahr 1971 veröffentlichte der britische Mnemotechniker Tony Buzan (1942–2019) sein Buch Speed Memory. Darin befasst er sich neben anderen Mnemotechniken auch ausführlich mit dem Major-System. In seinen  späteren Memory-Büchern, die zwar andere Titel, Erweiterungen und Abänderungen aufwiesen, wurden die Ausführungen zum Major-System kaum verändert. So waren seine 1971er Ausführungen dazu beispielsweise auch in Use Your Memory von 1986 und in The Memory Book. How to remember anything you want von 2006 zu finden. Tony Buzan bezeichnet „das Major-System als die höchste Erinnerungsmethode“.
| Ziffer | Konsonanten                                        |
| ------ | -------------------------------------------------- |
| 0      | s, z, c (Aussprache wie s)                         |
| 1      | t, d, th                                           |
| 2      | n                                                  |
| 3      | m                                                  |
| 4      | r                                                  |
| 5      | l                                                  |
| 6      | sh, ch, dg, g, j (Aussprache jeweils etwa wie sch) |
| 7      | k, ch, c, qu (Aussprache jeweils wie k); g, ng     |
| 8      | f, v                                               |
| 9      | p, b                                               |

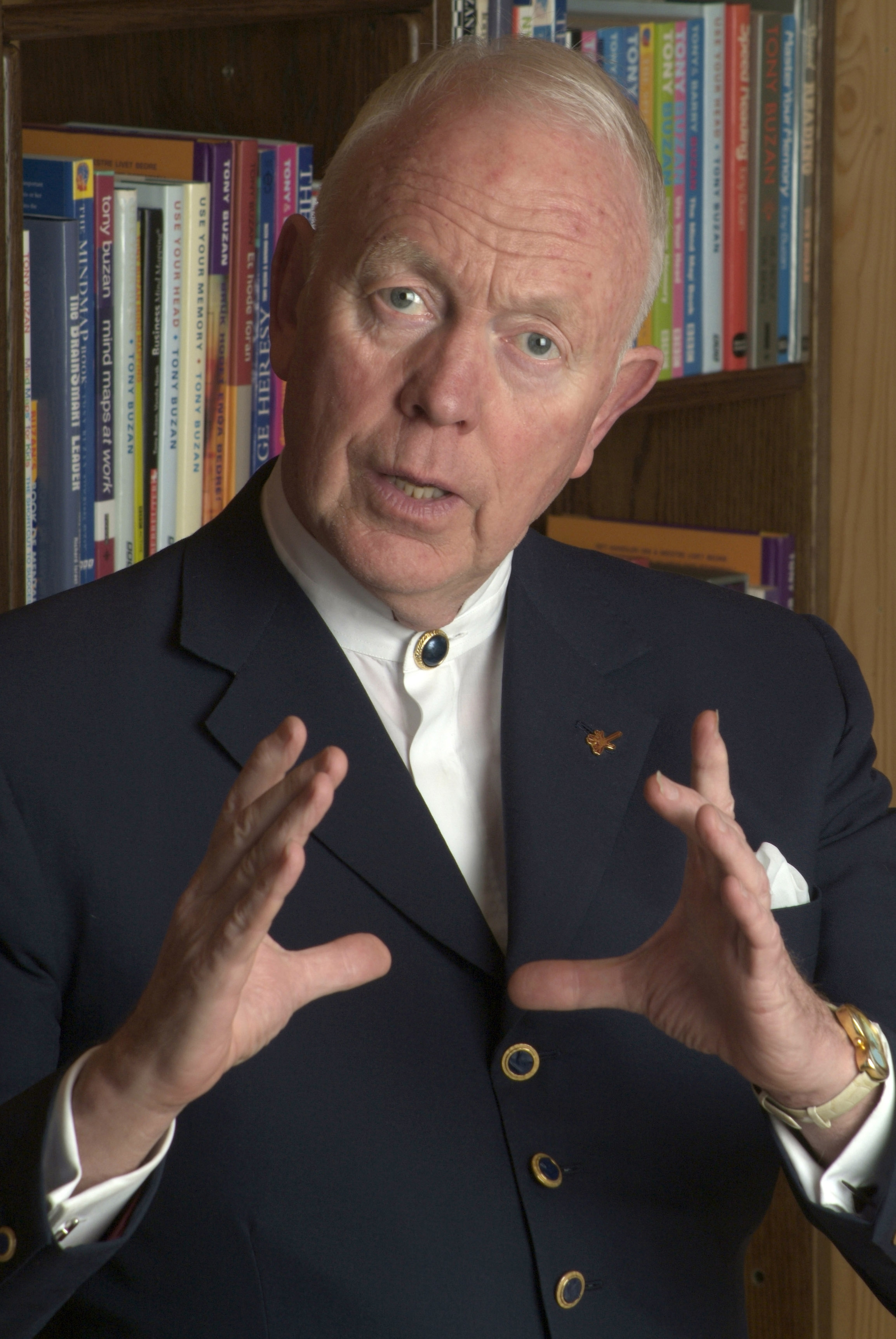
Tony Buzan (1942–2019) – 2007

Buzan verwendet wie fast alle Mnemotechnik-Autoren der Gegenwart die Zuordnung der Konsonanten nach Aimé Paris. Ein Alleinstellungsmerkmal seiner Ausführungen im Vergleich mit anderen zeitgenössischen Autoren ist jedoch, dass er nicht nur Bildwörter von 0 bis 99 bzw. 100 aufzeigt, sondern feste Begriffe von 0 bis zur Zahl 1000 auflistet, was sonst überhaupt nur Carl Otto Reventlow in seinem 1844 herausgegebenem Wörterbuch machte. Buzans Auflistung macht im Buch von 1971 einen Umfang von 40 Seiten aus. Seltene Wörter und Eigennamen werden zusätzlich erklärt. Auch in der 1986er Ausgabe ist diese umfangreiche Auflistung weiterhin enthalten.
Die Lautzuordnung ist – wie bei Harry Lorayne – rein phonetisch ausgerichtet; so kann zum Beispiel die Ziffer 6 aussprachebedingt mit den Buchstabenfolgen j, sh, ch, dg und g wiedergegeben werden; für die Zahl 58 wird als Beispielwort laugh gezeigt.
Weitere Beispiele: 380 wird zu movies, 626 zu change, 672 zu chicken, 769 zu ketchup (tch gilt als ein Aussprachelaut), 980 zu beehives (h hat keinen Übertragungswert) und 1000 wird zu diseases.
| 1  | tea           | 21 | net          | 41 | rat          | 61 | chat            | 81  | fat               |
| 2  | Noah          | 22 | nan          | 42 | rain         | 62 | chain           | 82  | fan               |
| 3  | ma            | 23 | name         | 43 | ram          | 63 | chime           | 83  | foam / fame       |
| 4  | ray           | 24 | Nero         | 44 | rear / rare  | 64 | chair           | 84  | fair / far        |
| 5  | law           | 25 | nail         | 45 | rail         | 65 | chill           | 85  | fall              |
| 6  | jaw           | 26 | niche / Nash | 46 | rash         | 66 | judge / cha-cha | 86  | fish              |
| 7  | key           | 27 | neck / nag   | 47 | rack         | 67 | check           | 87  | fake              |
| 8  | foe           | 28 | nave / navy  | 48 | rave / rafia | 68 | chaff           | 88  | fife              |
| 9  | pa            | 29 | nap / nab    | 49 | rape         | 69 | chap            | 89  | fob / fab         |
| 10 | toes / daze   | 30 | mace         | 50 | lace         | 70 | case            | 90  | base              |
| 11 | Tate / dad    | 31 | mat          | 51 | lad          | 71 | cat             | 91  | bat               |
| 12 | tan / Dan     | 32 | man          | 52 | lane         | 72 | can             | 92  | ban               |
| 13 | tam / dam     | 33 | mama         | 53 | lamb         | 73 | cam / camshaft  | 93  | beam / bum        |
| 14 | tar / dare    | 34 | mare         | 54 | lair         | 74 | car             | 94  | bar               |
| 15 | tail / dale   | 35 | male / mail  | 55 | lily         | 75 | call            | 95  | ball              |
| 16 | Taj / dash    | 36 | mash         | 56 | lash         | 76 | cage            | 96  | bash              |
| 17 | tack / deck   | 37 | mac          | 57 | lake         | 77 | cake            | 97  | back              |
| 18 | toffee / Dave | 38 | mafia        | 58 | laugh        | 78 | café            | 98  | beef              |
| 19 | tap / dab     | 39 | map          | 59 | lap / lab    | 79 | cab             | 99  | babe / baby       |
| 20 | nose / NASA   | 40 | race         | 60 | chase        | 80 | face            | 100 | disease / daisies |

Bei fast allen Wortbeispielen gelingt es Buzon immerhin auch bei 3-stelligen Zahlen, die verwendeten Konsonanten und deren Verbindungen ausschließlich auf die übertragenen Ziffern zu beschränken. In den ganz wenigen Fällen, in denen kein passendes Wort zu finden ist, erweitert er jedoch auch das Wort über die drei ersten Laute hinaus: 663 wird zu judgement, 733 zu commemorate, 773 zu cucumber und 879 zu vagabond.
In wenigen Fällen, in denen für die entsprechende Zahl ein sinnvolles Einzelwort nicht zu finden ist, verwendet Buzan zwei Wörter: 247 ergibt „New York“ (w hat wie h und y keine Zuordnung), 276 wird zu „no cash“ und 536 zu „lime juice“.
In manchen Fällen, wo es notwendig ist, setzt Buzan einen Vokal an den Anfang des Wortes, weil kein sinnvolles Wort mit einem Konsonanten am Anfang gefunden werden kann, so zum Beispiel empire für 394.
Buzan empfiehlt dem Leser, in denjenigen Fällen Buzans Vorschläge gegen eigene Bildwörter auszutauschen, falls der Leser das vorgeschlagene Wort nur schwer visualisieren kann. Er zeigt auch die Möglichkeiten auf, lange Zahlen statt in Zweiergruppen in Dreiergruppen oder gar Vierergruppen zu zerlegen und dafür passende Bildwörter zu finden, um sich die lange Zahl fest einprägen zu können.
Beispiel: Die 16-stellige Zahl 1582907191447620 kann in nur 4 Vierergruppen zerlegt und durch die Bildwörter telephone für 1582, basket für 9071, botherer für 9144 und cushions für 7620 visualisiert werden. Mit diesen vier Bildern ist dann in der Reihenfolge der Wörter eine kurze Geschichte zu erfinden.

### Jens Seiler – 2011
Im Vergleich zu den meisten Verfassern heutiger Mnemonik-Bücher verwendet der Gedächtniskünstler und Gedächtnistrainer Jens Seiler (* 1966) in seinem 2011 erschienenen Buch Der große Gehirntrainer. Besser lernen, schneller denken, mehr behalten mit dem Gedächtniskünstler und Weltrekordhalter nicht die Konsonantenzuordnung nach Aimé Paris, sondern zeigt eine eigene Zuordnung der Laute.
Seiler empfiehlt das Verwenden von festen Bildern für 2-stellige Zahlen erst ab der Zahl 21 bis zur Zahl 99, für die er bereits feste Bildvorgaben gibt. „Natürlich lässt sich das Major-System für alle Zahlen anwenden, doch in der Gedächtniskunst ist es eine gängige Praxis, die Zahlen von 0 bis 20 symbolisch darzustellen.“ Für diese Zahlen  gibt er als Vorschlag feste Bilder vor. Diese Bilder ähneln, um sie sich gut merken zu können, dem Aussehen der Ziffer, der sie zugeordnet sind, oder sie sind inhaltlich mit der Zahl verbunden. So wird zum Beispiel die Ziffer 0 mit einem Reifen, die 1 mit einer Kerze und wegen zwei Schneiden die 2 mit einer Schere verknüpft. „Der Valentinstag fällt immer auf den 14. Februar“ (14) und um „20 Uhr kommt die Tagesschau“. Dabei stellt Seiler es dem Anwender frei, dessen Bilder zu übernehmen oder eigene zu finden.
| Ziffer | Konsonanten |
| ------ | ----------- |
| 0      | z, k        |
| 1      | t, l        |
| 2      | n, v        |
| 3      | m, w        |
| 4      | r           |
| 5      | s, sch      |
| 6      | b, p        |
| 7      | f           |
| 8      | h, ch       |
| 9      | g           |

Für die Zuordnung Konsonanten zu den Ziffern 0 bis 9 verwendet Seiler sein eigenes System. Es weicht fast völlig von der heute sonst allgemein gebräuchlichen Zuordnung nach Aimé Paris ab. Zwar stimmen die Zuordnungen von 0 bis 4 (z, t, n, m, r) überein, jedoch werden von 0 bis 3 noch zusätzlich Konsonanten zugeordnet, die im Gegensatz zum System von Paris lautlich nicht mit dem anderen Konsonanten verwandt sind (k, l, v). Die Ziffern 5 bis 9 weichen völlig von Aimé Paris ab. Weitere Besonderheiten: Seiler verwendet auch das h und ordnet es neben ch der Ziffer 8 zu; d bleibt unberücksichtigt.
Jede Zuordnung verbindet er auch mit Merkhilfen. So verknüpft er die Zuordnung von z und k mit dem „Begriff k. o.“; für die Zuordnung des h zur 8 heißt die Merkhilfe „Hab 8“.
Bei der Bildung der Wörter für die Merkbilder beschränkt sich Seiler nicht nur auf die Konsonanten als Stellvertreter für die Ziffern wie heute allgemein üblich, sondern erweitert die Wörter, was eine größere Auswahlmöglichkeiten für gut vorstellbare Bildwörter gibt. Dieses Verfahren ist auch von Feinaigle (1812), Demangeon (1841) und Reventlow (1843) bekannt. Beispiele: Nerzmantel für 24; Regenschirm für 49; Schneemann für 58; Bommelmütze für 63; Giftspritze für 97.
Auch die direkte Bildung von sinnvollen Merkwörtern durch Aneinanderreihung der einzelnen Konsonanten in Verbindung mit Vokalen wird gezeigt: Arsen, Reisen oder Rosine kann für 452 stehen und Burg, Berg oder Prag für 649.

### Ben Pridmore – 2011

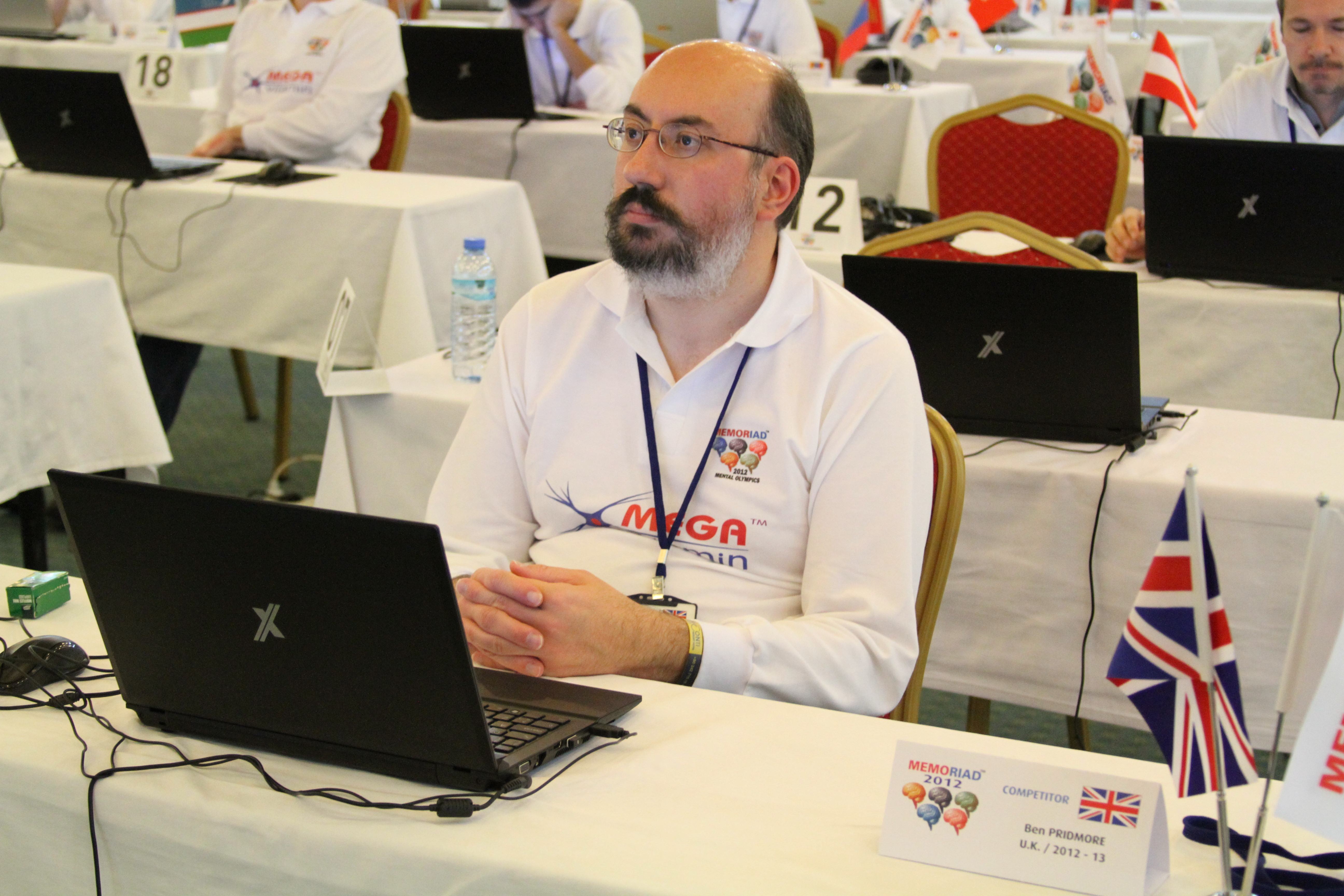
Ben Pridmore – 2012

Der englische Gedächtnissportler Ben Pridmore (* 1976) zeigt in seinem 2011 herausgegebenen Buch How To Be Clever eine andere und eigene Variante des allgemein üblichen Major-Systems. In dieser Veröffentlichung ist sein System, das auch unter der Bezeichnung Ben-System bekannt ist, auf 2-stellige Zahlen ausgerichtet. Völlig neu ist jedoch, dass er für die Ziffern der Einer- und der Zehnerstelle nicht die gleichen Buchstabenzuordnungen verwendet. Für die Zehnerstelle der jeweiligen Zahl hält er sich mit geringfügigen Abweichungen im Hinblick auf die englische Aussprache (bei Ziffern 6 und 8) sonst vollständig an die Zuordnungen der Konsonanten von Aimé Paris.
Der entscheidende neue Unterschied zu allen Vorgängersystemen ist jedoch, dass Pridmore für die Einerstellen einer jede Zahl völlig andere Zuordnungen verwendet, die für die 10 Ziffernstellen ausschließlich aus Vokalen sowohl in Klein- als auch in Großschreibung bestehen. So bringt Pridmore wieder die Vokale zurück, die seit Demangeon (1841) in den anderen Systemen völlig verschwunden waren.
| 1. Konsonant (für 1. Ziffer) | Vokal (für 2. Ziffer) | 2. Konsonant (für 3. Ziffer) |
| ---------------------------- | --------------------- | ---------------------------- |
| 0 = s                        | 0 = oo wie in „you“   | 0 = s                        |
| 1 = t                        | 1 = a wie in „cat“    | 1 = t                        |
| 2 = n                        | 2 = e wie in „pet“    | 2 = n                        |
| 3 = m                        | 3 = i wie in „kitten“ | 3 = m                        |
| 4 = r                        | 4 = o wie in „tom“    | 4 = r                        |
| 5 = l                        | 5 = u wie in „puss“   | 5 = l                        |
| 6 = g, j                     | 6 = A wie in „hay“    | 6 = g                        |
| 7 = k                        | 7 = E wie in „bee“    | 7 = k                        |
| 8 = f, th                    | 8 wie I as in „high“  | 8 = f, th                    |
| 9 = b                        | 9 = O wie in „low“    | 9 = b                        |

Für die Zahlen 0 bis 99 zeigt Pridmore mögliche Bildwörter; er beschränkt sich jedoch bei der Bildung nicht allein auf die Zuordnungsbuchstaben, sondern erweitert die Wörter wie vor ihm auch schon Feinaigle (1812), Demangeon (1841), Reventlow (1843) und Seiler (2011). Da alle Vokale auch Ziffern bedeuten, versinnbildlichen bei jedem Wort immer die ersten beiden phonetischen Laute (nicht Buchstaben) die Zahl. Übertragen werden nur die Laute, die man in der englischen Aussprache auch hört. Beispiele: 21 = na → gnat, napkin, nan; 29 = nO → nose, notebook, gnome; 48 = rI → rice, rifle, writer; 65 = gu/ju → gun, jug, judge; 96 = bA → bear, baby, baker; 97 = bE → bee, bean, beagle.
Nach seiner Veröffentlichung von 2011 zeigt Pridmore den Ausbau seines Major-Systems für 3-stellige Zahlen. Große Zahlen werden, um sie sich leichter merken zu können, in Dreiergruppen aufgeteilt statt in Zweiergruppen wie in unserem gewohnten Major-System. Zu den ersten beiden Zuordnungsübersichten kommt also noch eine dritte Übersicht für die dritte Ziffernstelle; diese Zuordnungen entsprechen genau den Konsonanten für die erste Ziffer.
Beispiele großer Zahlen mit Aufteilung in 3er-Gruppen (auch andere Bildwörter möglich):
- 974141744: 974 = bEr = beer, 141 = tot = totem pole, 744 = kor = coral
- 811940315: 811 = fat = fat, 940 = bos = boss; 315 = mal = mallow
- 722360634: 722 = ken = Ken, 360 = mAs = maze; 634 = gir = giraffe
- 12365478997126: 123 = tem = temple, 654 = gur = guru, 789 = kIb = kibe, 971 = bEt = beetle, 26 = nA = nail

Das Ben-System kann auch für das Einprägen von möglichst vielen Binärzahlen verwendet werden sowie beim Pi-Sport, also dem Merken möglichst vieler Nachkommastellen der Kreiszahl π. Außerdem ist das System anwendbar für das Memorieren der Reihenfolge eines gemischten 52-blättrigen Kartenspiels und andere Kartenspielvarianten.
Ben Pridmore will das Regelwerk seiner Variante des Major-Systems völlig öffentlich machen und schreibt auf einer Website: „Meine Techniken sind kein Geheimnis; ich bin ziemlich glücklich, sie mit jedem zu teilen, der daran interessiert ist ... Ich nenne es eigentlich nicht das ‚Ben-System‘, aber manche Leute haben es so genannt und mir gefällt der Name wirklich ganz gut. Es ist eigentlich nur eine Erweiterung des zugrundeliegenden Major-Systems.“

### Heutige Verwendung

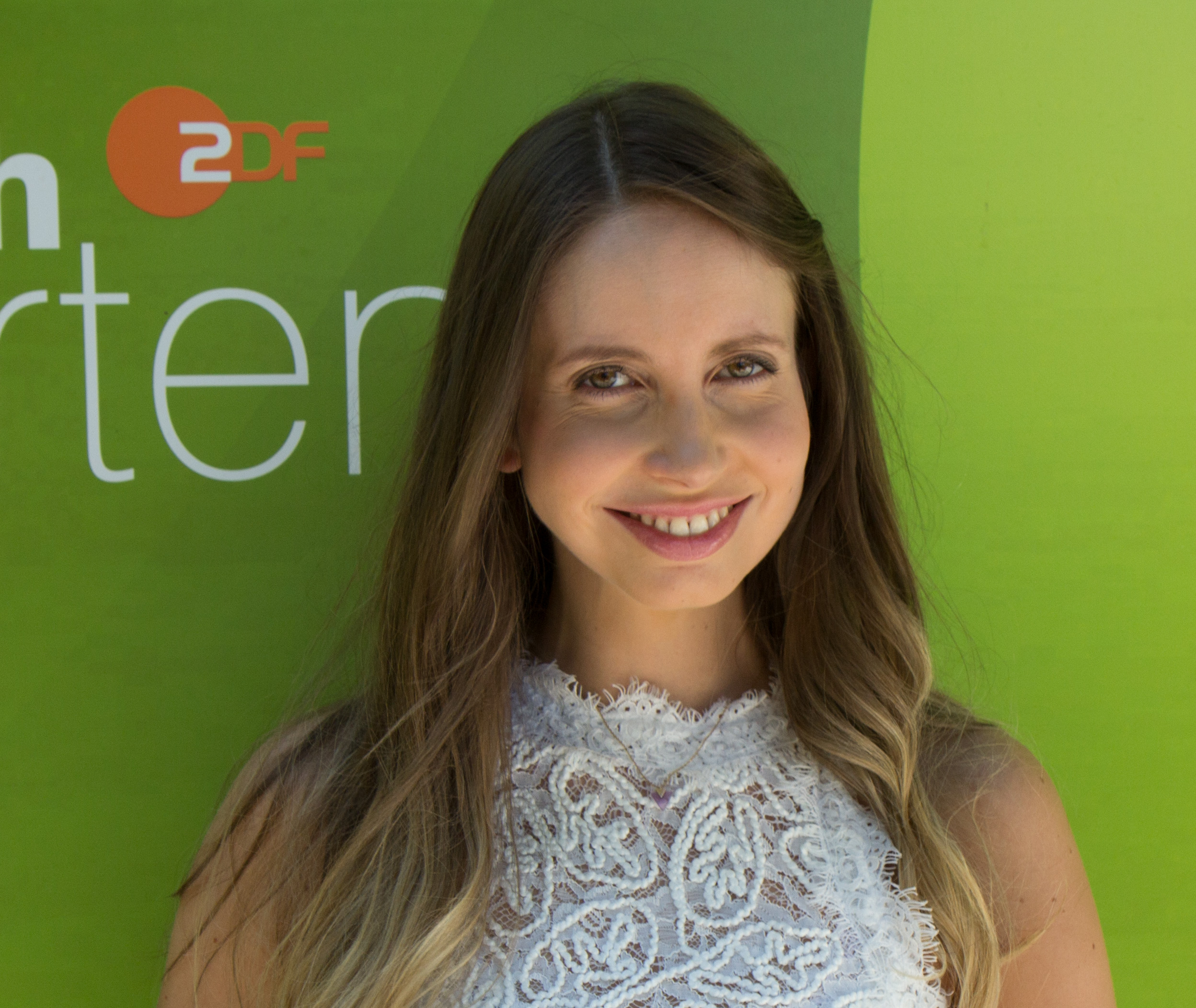
Christiane Stenger beim ZDF-Fernsehgarten – 2018

Die meisten heutigen Autoren von Mnemotechnik-Büchern wie zum Beispiel Ulrich Bien, Tony Buzan, Gunther Karsten, Peter Kürsteiner, Harry Lorayne, Frank Otto, Wilfried Possin und Christiane Stenger verwenden für ihr Major-System die Zuordnung der Laute nach Aimé Paris und schlagen dabei Bildwörter für sämtliche Zahlen von 0 bis 99 sowie teilweise auch Merkhilfen und Assoziationen vor. Eigene Varianten zeigen Jens Seiler und Ben Pridmore.